# Nyugat-afrikai Ebola-járvány

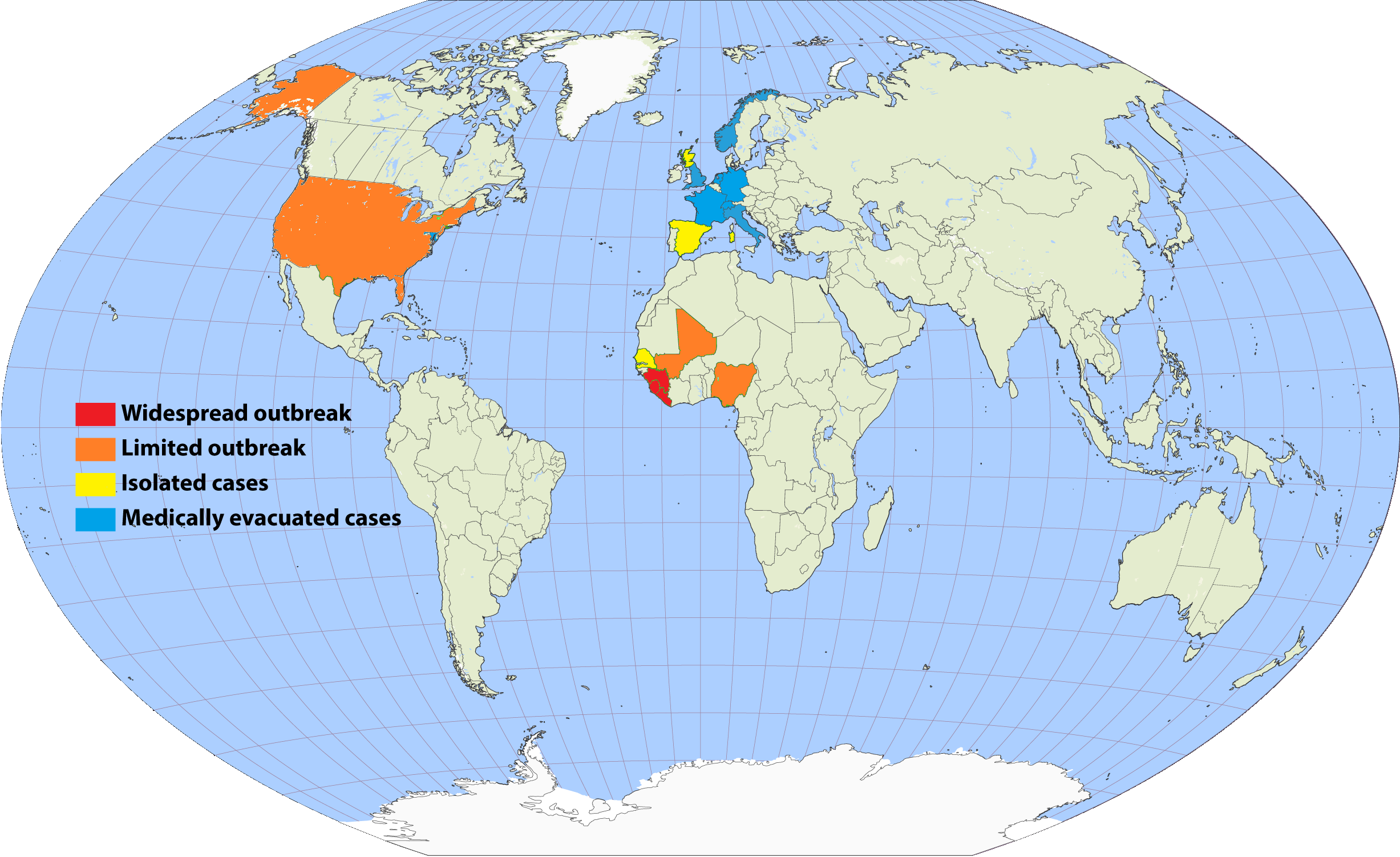
Az Ebola-járvány terjedése a világon. A járványt a WHO “Nemzetközi egészségügyi vészhelyzetnek” nyilvánította
Széles körű járvány
Korlátozott járvány
Megállított járvány (42 napon belül)
Evakuált betegek
Ebola-mentes (42 napon túl)

A 2013 vége és 2016 eleje között, mintegy két évig tartó nyugat-afrikai Ebola-járvány a vírus 1976-os azonosítása óta a legsúlyosabb fertőzés volt a megbetegedések és az áldozatok számát egyaránt tekintve. A járvány először Guineában bukkant fel 2013 decemberében, ahonnan hónapok alatt továbbterjedt Libériába és Sierra Leonéba, de egy-egy betegen keresztül világszerte más országokban is megjelent. A járvány 2014 közepén tetőzött, ez volt az első eset, hogy a vírus Nyugat-Afrikában bukkant fel, illetve először fordult elő az Ebola betegség történetében, hogy egy páciens Afrikán kívül fertőződött meg. 2015 márciusában a járvány halálos áldozatainak száma átlépte a tízezer főt. Az Egészségügyi Világszervezet (WHO), a Nyugat-afrikai Államok Gazdasági Közössége (ECOWAS), az Orvosok Határok Nélkül, a Nemzetközi Vöröskereszt és az Európai Bizottság segélyekkel és orvoscsapatokkal igyekezett megfékezni a járvány továbbterjedését. Miután Libériát utolsó érintett államként Ebola-mentes területté nyilvánították 2016. január 14-én, a WHO deklarálta a járvány végét, amely összesen valamivel több mint 11 000 emberéletet követelt Nyugat-Afrikában és a világ más pontjain. Elszigetelt megfertőződések azonban továbbra is előfordulnak a nyugat-afrikai térségben.
2014 augusztusában a helyi egészségügyi hatóságok elismerték, hogy az Ebola-vírus egy, a nyugat-afrikaitól eltérő válfaja jelent meg a közép-afrikai Kongói Demokratikus Köztársaságban, ahol annak idején a vírust először azonosították. Az Egészségügyi Világszervezet hivatalos álláspontja szerint a Kongóban felbukkanó vírus nem volt kapcsolatba hozható a hónapok óta Nyugat-Afrikában tomboló járvánnyal.

## A vírus megjelenése Guineában

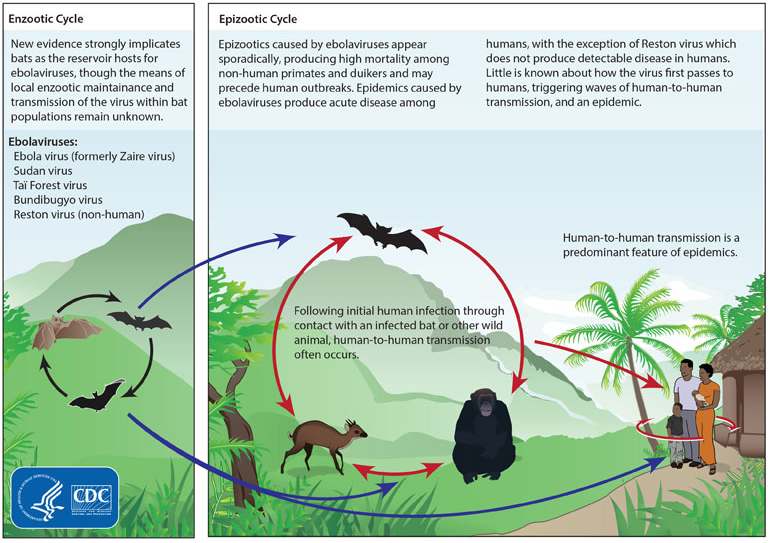
Az Ebola vírus repülőkutyával történő érintkezés útján fertőzi meg az embereket

A The New York Times 2014. augusztusi nyomozása szerint az Ebola-vírus a Guinea délnyugati részén fekvő Guéckédou prefektúrában bukkant fel először, mely régió közvetlenül a szomszédos Sierra Leone és Libéria határán fekszik. Egy Guéckédougou, a prefektúra fővárosa melletti kis faluban, Meliandou-ban egy kétéves gyermek, Emile Ouamouno kapta el először a gyilkos kórt, amelynek következtében 2013. december 6-án meghalt. A kisgyermek valószínűleg egy repülőkutyával történő érintkezés, esetleg harapás után betegedhetett meg. Rövidesen családjára is átterjedt a kór, napok elteltével édesanyja, nővére és nagymamája is meghalt. Mindannyian hasmenésre és vérzéses lázra panaszkodtak, de a faluban senki nem tudta, milyen betegséget kaptak el, és hogyan. A nagymama temetésén gyászolók továbbvitték a kórt másik két faluba, Dandou Pombóba és Dawába. A faluban dolgozó egyik ápoló egy harmadik helyre is eljuttatta a vírust, és mielőtt meghalt volna, megfertőzte az őt kezelő orvost, aki szintén elhalálozott. Még amikor mindketten életben voltak, a kórházban rokonok látogatták meg őket, akiket megfertőztek és akik újabb városokba juttatták el a halálos kórt. A hatóságok csak márciusban ismerték fel, hogy mivel állnak szemben, ám eddigre nyolc guineai településen több tucatnyi ember halt meg.

## A járvány kitörése és továbbterjedése

### Guinea
2014. március 19-én Dr. Sakoba Keita, a guineai Egészségügyi Minisztérium betegségmegelőzés és -elhárítási részlegének illetékese elismerte, hogy egy akkor még meghatározatlan vírusos, vérzéses láz helyi szinten felütötte a fejét, amely addig legalább 35 ember megfertőzését, és azok közül 23 halálozását eredményezte. A minisztérium szakértői rögtön Ebolára gyanakodtak, a betegekből nyert mintákat pedig elküldték további vizsgálatokra Szenegálba és Franciaországba. Március 25-én az Egészségügyi Világszervezet (WHO) jelentette, hogy a guineai hatóságok négy délkeleti régióban azonosították az Ebola-járvány kitörését: Guéckédou, Macenta, Nzérékoré és Kissidougou prefektúrákban, valamint megfertőződések gyanúja merült fel a szomszédos Libériában és Sierra Leonéban is. Guineában eddigre összesen 86 esetet regisztráltak, akik közül 59 ember elhalálozott (68,5%-os arány).

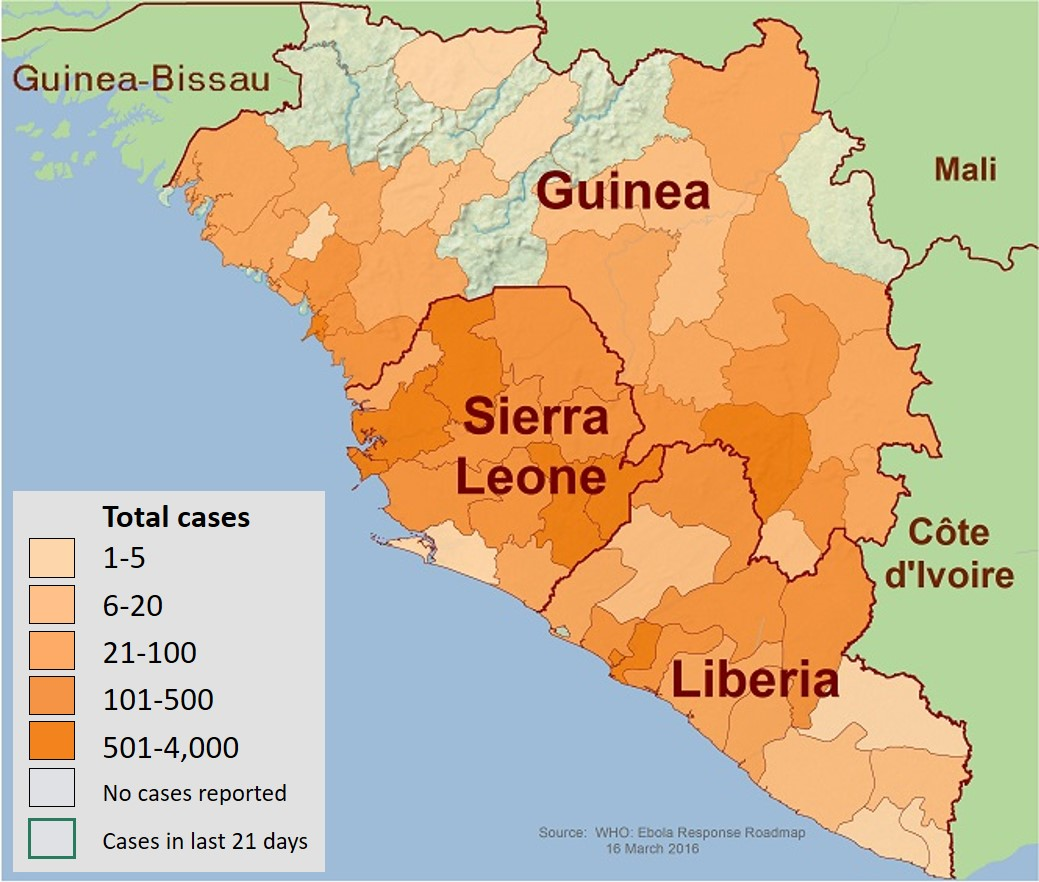
A járvány terjedése Ny-Afrikában

Az amerikai Járványügyi Ellenőrző és Megelőző Központ (Centers for Disease Control and Prevention, CDC) március 31-én ötfős szakértői csapatot küldött a fertőzött térségbe, hogy segítse a WHO és a guineai Egészségügyi Minisztérium járványkezelő intézkedéseinek végrehajtását. Április 23-ig a megbetegedések száma 242 főre emelkedett, akik közül 142-en meghaltak (59%-os halálozási arány). Május végére a járvány elérte az ország fővárosát, az agglomerációval együtt mintegy kétmilliós lakosú Conakryt. Ibrahima Touré, a Plan Guinea nevű civilszervezet országos igazgatója szerint "Conakry legtöbb kerületében a mostoha életkörülmények, a víz és higiénia hiánya miatt komoly a veszélye annak, hogy a járvány fokozódása válsághelyzetet szül. Ha nincs elég ivóvíz, az emberek nem fogják a rendszeres kézmosás szükségét fontosnak tartani.
Szeptember 18-án olyan sajtóértesülések jelentek meg, amelyek szerint felvilágosítást végző guineai egészségügyi dolgozók, kormánytisztviselők, és az ő munkájukat nyomon követő újságírók holttesteit találták meg a Nzérékoréhoz közeli Womey település latrinájában. A dolgozókat helyiek gyilkolták meg bozótvágókésekkel és más eszközökkel, miután jelenlétük ellen zavargások törtek ki. A jelentések szerint többen úgy gondolták a helyiek közül, hogy valójában a városba érkező egészségügyiek terjesztik szándékosan a kórt, míg mások egyáltalán nem hittek az Ebola-vírus létezésében. Hamarosan a tartományi fővárosban, Nzérékorében is zavargások indultak meg,a mikor pletykák terjedtek el, hogy a város piacterét fertőtlenítő medikusok valójában a vírust terjesztik az emberek körében.
2015 januárjára a járvány intenzitása mérséklődött; a hónap közepére az elemi iskolák 15%-a újra kinyitott. Január 19-én a kormány célul tűzte ki az Ebola-vírus teljes megfékezését 60 nap alatt. A helyi szokások és téveszmék azonban továbbra is komoly hátráltató erőt jelentettek, a WHO közlése szerint a megbetegedések 60%-a a törzsi temetkezési tradícióknak volt köszönhető. Január 27-én Guinea főimámja, El Hadj Mamadou Saliou Camara éppen ezért beszédében kijelentette, a "Korán nem tartalmaz olyan kitételt, hogy elhunyt szeretteink testét meg kell mosni, csókolni, ölelgetni", s felszólította híveit, hogy a járvány megfékezése érdekében legyenek elővigyázatosak, akár a hagyományok rovására is. Február 7-én egy rejtegetett gócpontot fedeztek fel egy faluban, ezért a megbetegedések száma hosszú idő után ismét emelkedett. Két nappal később egy imámot letartóztattak, amiért temetkezéskor ragaszkodott a szokásokhoz, Alpha Condé guineai elnök a rendőrség fellépését megalapozottnak nevezte. Február 11-én egy újabb adatközlés szerint a fertőzések száma ismét növekedett, immár sorban másodjára.
A járvány miatt a 2015-re esedékes elnökválasztást már több alkalommal hónapokkal elcsúsztatták, amiért az ellenzéki pártok diktatúra kiépítésével vádolták meg Condé elnököt s tömegtüntetésekre szólítottak fel, amely viszont növelheti a megbetegedési kockázatot. Az Ebola mellett így egy esetleges politikai káosz is fenyegeti az országot. Guineában az egészségügyi dolgozókkal szembeni helyi ellenállás mindvégig nagyobb méreteket öltött, mint a két másik fertőzött nyugat-afrikai országban. 2015 márciusa közepén 95 új megbetegedést regisztráltak, áprilisban a kormány 5 régióra újabb 45 napos egészségügyi vészhelyzetet terjesztett ki. A WHO május 22-i jelentése ismételten az új megbetegedések számának növekedését jelezte, okának egyértelműen megnevezve a guineai temetkezési szokásokat. Június 1-én egy észak-guineai városban erőszakos felkelések történtek a bissau-guineai határtól nem messze, amely miatt a Vöröskereszt dolgozói elhagyni kényszerültek a települést.

### Átterjedés a környező országokba

#### Libéria

Nyugat-afrikai pillanatkép a járvány terjedéséről

Március végén Libériában először Lofa és Nimba megyékben regisztrálták az Ebola-vírust, ahol az ötből két teszt lett pozitív. Két héttel később, április közepére az Egészségügyi és Népjóléti Minisztérium további lehetséges gócpontokat fedezett fel Margibi és Montserrado megyékben. Ugyanekkor Maliban, Ghánában és Sierra Leonéban is érkeztek bejelentések az Ebolához hasonló tüneteket produkáló megbetegedésekről, de a vizsgálatok kimutatták, hogy ezek egyike sem köthető a vírushoz. Május 23. és 27. között további megbetegedéseket észleltek a már korábban megfertőződött három (Guéckédou, Macenta, Conakry), valamint újabb négy (Boffa, Télimélé, Boke és Dubréka) guineai régióban, illetve ekkor regisztrálták az első megbetegedéseket Sierra Leonéban is. Június közepére a járvány felbukkant Libéria fővárosában, Monroviában is.
Július 27-én a libériai kormány, néhány átkelőhely kivételével, így a repülőtértől eltekintve, elrendelte az ország határainak lezárását. Azon helyeken, melyek nem estek a rendelet hatálya alá, szűrőközpontokat állítottak fel. A labdarúgó-mérkőzéseket betiltották, az elemi iskolákban és az egyetemeken felfüggesztették az oktatást, valamint a legsúlyosabban fertőzött országrészeket teljes területükben karantén alá helyezték.
Augusztusban Ellen Johnson-Sirleaf libériai elnök szükségállapotot rendelt el az ország egész területére kiterjesztve, amely együtt járt "bizonyos jogok és kiváltságok felfüggesztésével". A libériai Nemzeti Választási Bizottság bejelentette, hogy az áldatlan állapotok közepette lehetetlen megtartani az októberre kitűzött szenátusi választásokat, és halasztást kért, amelynek kérdésében az ellenzéki pártok megosztottak voltak. Augusztus végén Libéria kikötői hatósága törölt minden átmenő (induló és érkező) hajós forgalmat az ország négy tengeri kikötőjében. Szeptember 8-ára Libéria 15 megyéjéből 14-ben azonosították az Ebola-vírust. Amikor szeptember 20-án Monroviában egy új 150 ágyas kezelési központ nyílt, két napra rá 112 ágy már megtelt betegekkel, a maradékot pedig a megfigyelt személyeknek tartották fent.
Az országnak már a járvány kitörése előtt is az egészségügy súlyos és katasztrofális állapotával kellett szembenéznie a pusztító polgárháború örökségeként. Csak minden 70,000 emberre jutott egy orvos (ez az országban összesen 50 főt jelent). Szeptemberben a CDC jelentette, hogy számos kórházat elhagytak, míg azok, amelyekben folyt gyógyítás, hiányoztak az alapvető felszerelések, vezetékes víz, gumikesztyű valamint fertőtlenítő eszközök. A WHO becslése szerint, Libéria kapacitása 1500 kórházi ággyal elmarad ahhoz, hogy megfelelően kezelni tudják a járványt. A számadatokból egyértelműen kiderül, hogy a járvány legsúlyosabban Libériát érintette, az áldozatok több mint fele ebből az országból származik.

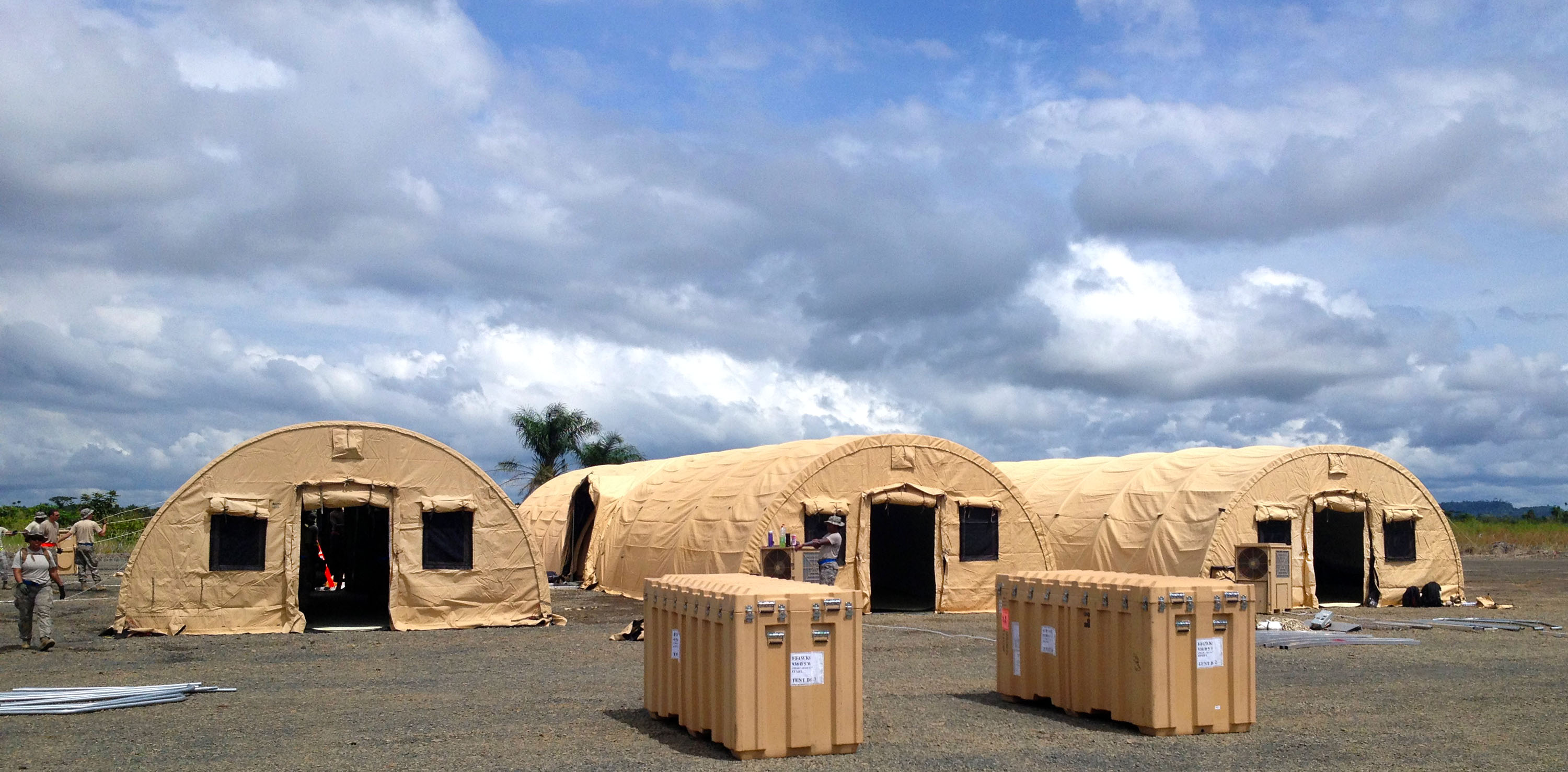
25 ágyas gyógyászati központ Monroviában

Az Ebola-járvány társadalmi elégedetlenséget, politikai és gazdasági krízist teremtett Libériában is. Az emberek tájékozatlansága és az általános korrupció fokozta az ellenérzéseket a kormánnyal szemben. Amikor Monrovia legnagyobb nyomornegyedét, a West Point-ot karantén alá helyezték, a városban lázadások törtek ki. Augusztus 18-án a West Pointi feldühödött tömeg egy része megostromolta a helyi klinikát, fenyegették az ott dolgozókat, és kiszabadították a fertőzött betegeket, de véres matracok és eszközök is eltűntek a zűrzavarban. Városszerte fosztogatások kezdődtek. Másnap a kormány a West Point egész területén kijárási tilalmat rendelt el. Augusztus 22-én ismét erőszakos eseményekre került sor, miután a hadsereg belelőtt a tüntető tömegbe. A karantént augusztus 30-án a hatóságok feloldották, Lewis Brown hírközlési miniszter arról tájékoztatta a sajtót, hogy erre a lépésre a polgárokkal szembeni bizalom megerősítése érdekében volt szükség.

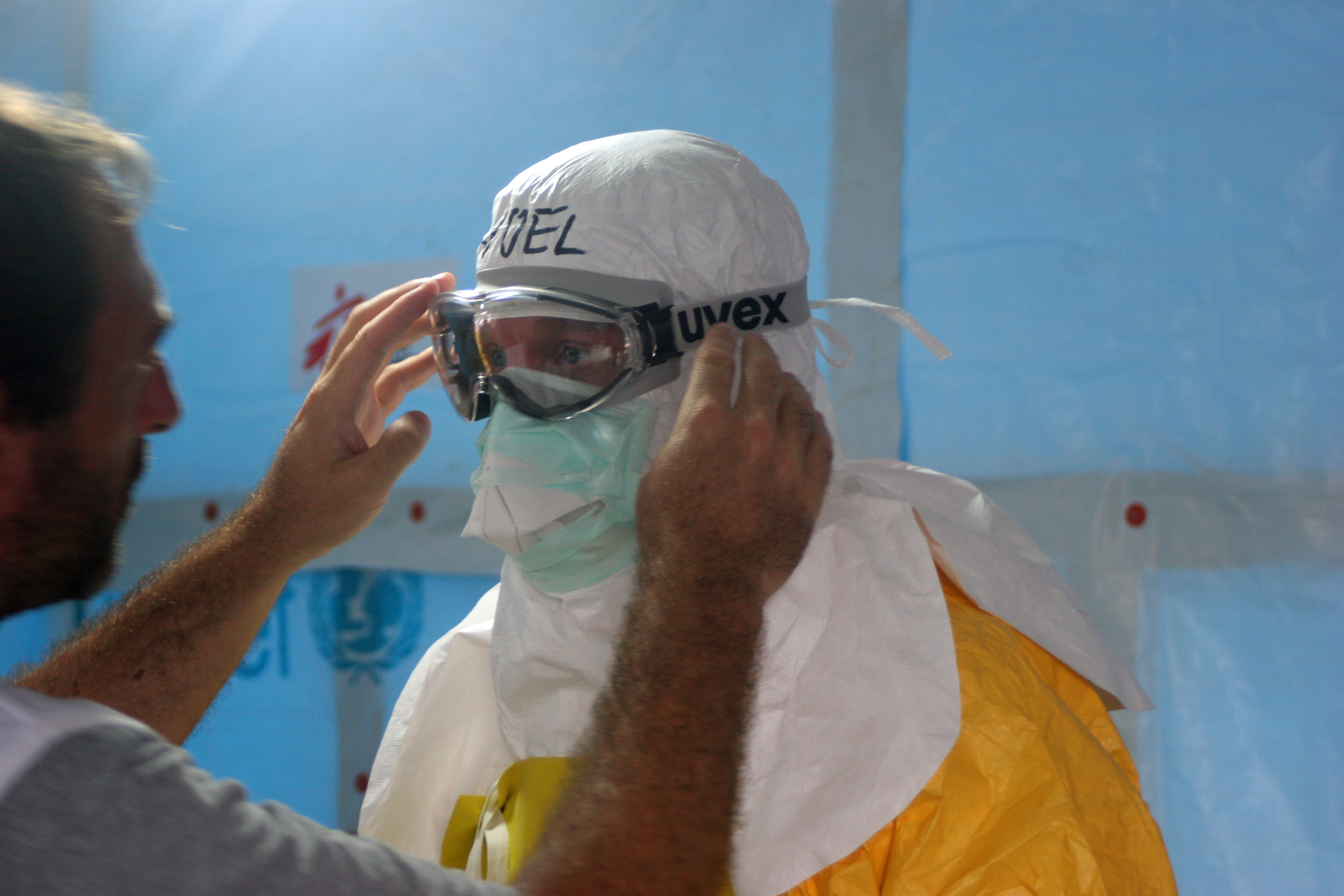
Egy MSF dolgozó védőfelszerelése

Libériában az egészségügyi dolgozók nagyobb kockázatvállalása miatt hirdettek sztrájkot az ápolók és orvosi asszisztensek, akik többsége korábbi fenyegetésüket beváltva október 13-án nem állt munkába. A sztrájk céljául tűzték ki a veszélyességi pótlék összegének megemelését. A vérzéses lázat Nyugat-Afrikában eddig az időpontig már több mint 400 egészségügyi dolgozó kapta el, jelentős részük Libériában, ahol híján vannak a személyi védőfelszereléseknek. Libéria Washingtonba akkreditált nagykövete azt nyilatkozta a BBC-nek, hogy félő, az országa "közel áll a teljes összeomláshoz". Október 14-én további 100 amerikai dolgozó érkezett az országba, hogy megfékezzék az Ebola-járványt, ezzel számuk ekkorra 565 főre emelkedett Libériában. Október 16-án Obama amerikai elnök rendeletben felhatalmazta a Nemzeti Gárdát, hogy Libériába missziót szervezzen. Október 24-re az ország mind a 15 megyéjében megjelent a járvány.
Novemberben és decemberben a járvány terjedésének mérséklését mutatták a statisztikai adatok. November 13-án a libériai elnök felfüggesztette a szükségállapotot. A járvány ellenére december 20-án megtartották a szenátusi választásokat, amelyet addig már több ízben is elhalasztottak. Az Ebola-vírus terjedése és a közigazgatási zűrzavar miatt a választásra jogosultak csak alig negyede ment el szavazni. A 15 székért 139 jelölt indult, köztük George Weah egykori labdarúgó.
2015. január 13-án a libériai kormány bejelentette, hogy a járvány új megbetegedései territoriálisan immár csak kettő megyére korlátozódnak. A Public Library of Science (PLOS) januári jelentése szerint a járvány végleges megfékezése az akkori tendenciák szerint az év júniusára tehető. Január 28-án a monroviai ELWA-3 kezelő központot részlegesen felszámolták. Amikor augusztusban megnyílt, a betegek özönlöttek, ám a személyzet közlése szerint immár napi átlagban kevesebb mint két beteget ápoltak csak az intézetben. 2015. február 20-án Libéria megnyitotta határait. Március 5-én egy kínai személyzettel rendelkező kórházi létesítményből kiengedték az utolsó megbetegedett személyt, a járvány kitörése óta először fordult elő Libériában, hogy nem regisztráltak újabb megbetegedést. Azonban március 20-án, két hét eltelte után új fertőződést észleltek, így a járvány végleges megállításáról egyelőre nem lehetett beszélni Libériában. Az utolsó ismert halálozás március 27-én következett be, az országot végül a WHO Ebola-mentes területté nyilvánította 2015. május 9-én, a meghatározott 42 nap leteltével.
Három hónapos tünetmentes időszak után 2015. június 29-én egy eredetileg maláriával kezelt 17 éves fiú holttestében diagnosztizálták az Ebola-vírust. A WHO közölte, az elhunyt a halála előtti napokban legalább 102 emberrel került kontaktusba. Egy második megbetegedést jelentettek július 1-én. Másnap, július 2-án a hatóságok megerősítették a harmadik esetet is, a kutatók azt gyanították, hogy az áldozatok elhullott állattetemből (bozóthús) ehettek.

#### Sierra Leone

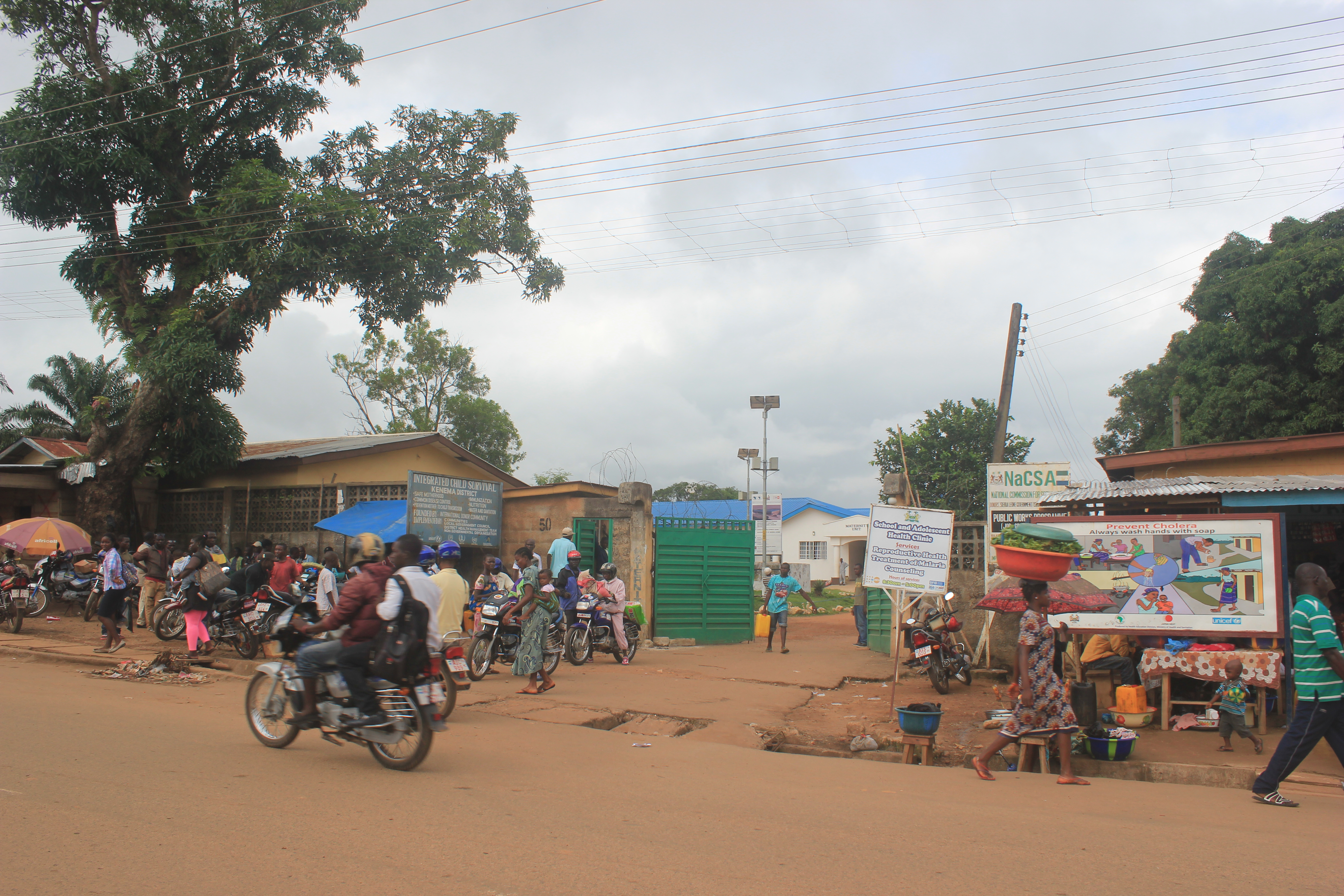
Kórház a Sierra Leone-i Kenemában

A járvány gyors ütemben eszkalálódott a korábban polgárháborúk által sújtott Sierra Leonéban, ahol az első esetet május 25-én, Kailahun kerületben diagnosztizálták, nem messze a guineai határtól. Elsőként egy törzsi kuruzslónő kapta el a fertőzést, aki többeket kezelt, mielőtt május 26-án meghalt. A törzsi hagyomány szerint holttestét megmosták a temetkezés előtt, s ez több környékbeli településről érkező nő megfertőzését eredményezte. Öten meghaltak, a helyszínre azonnal specialistákat küldtek, hogy járványügyi vizsgálatot végezzenek. Június 24-ig, mindössze egy hónap leforgása alatt összesen 158 fertőzést regisztráltak a nyugat-afrikai országban, főként Kailahun városban, valamint a szomszédos Kenema kerületben, de érkeztek pozitív tesztminták az ország északnyugati részén elterülő Kambia, Port Loko és a Vidéki Nyugat kerületekből is. Július 17-re a sierra leonei megbetegedések száma (442) megelőzte a guineai és a libériai adatokat. Július 20-án a járvány megjelent Bo kerületben, valamint az ország fővárosában, Freetownban is.
Sierra Leone vezető virológusa, az Ebola-járvány megfékezésének élharcosa, Sheik Umar Khan szintén elhalálozott július 29-én. Khan korábban a vérzéses Lassa-láz ellenszerét kutatta, mely betegség évente 5000 ember haláláért felelős Afrikában. Az Ebola-járvány felütésekor kibővítette kórházát, hogy az újabb betegeket fogadni tudja. Sierra Leone elnöke, Ernest Bai Koroma nemzeti hősnek nevezte az elhunyt Khant. Koroma egyébként a halálát követő héten tervezte látogatását a járványügyi központban.

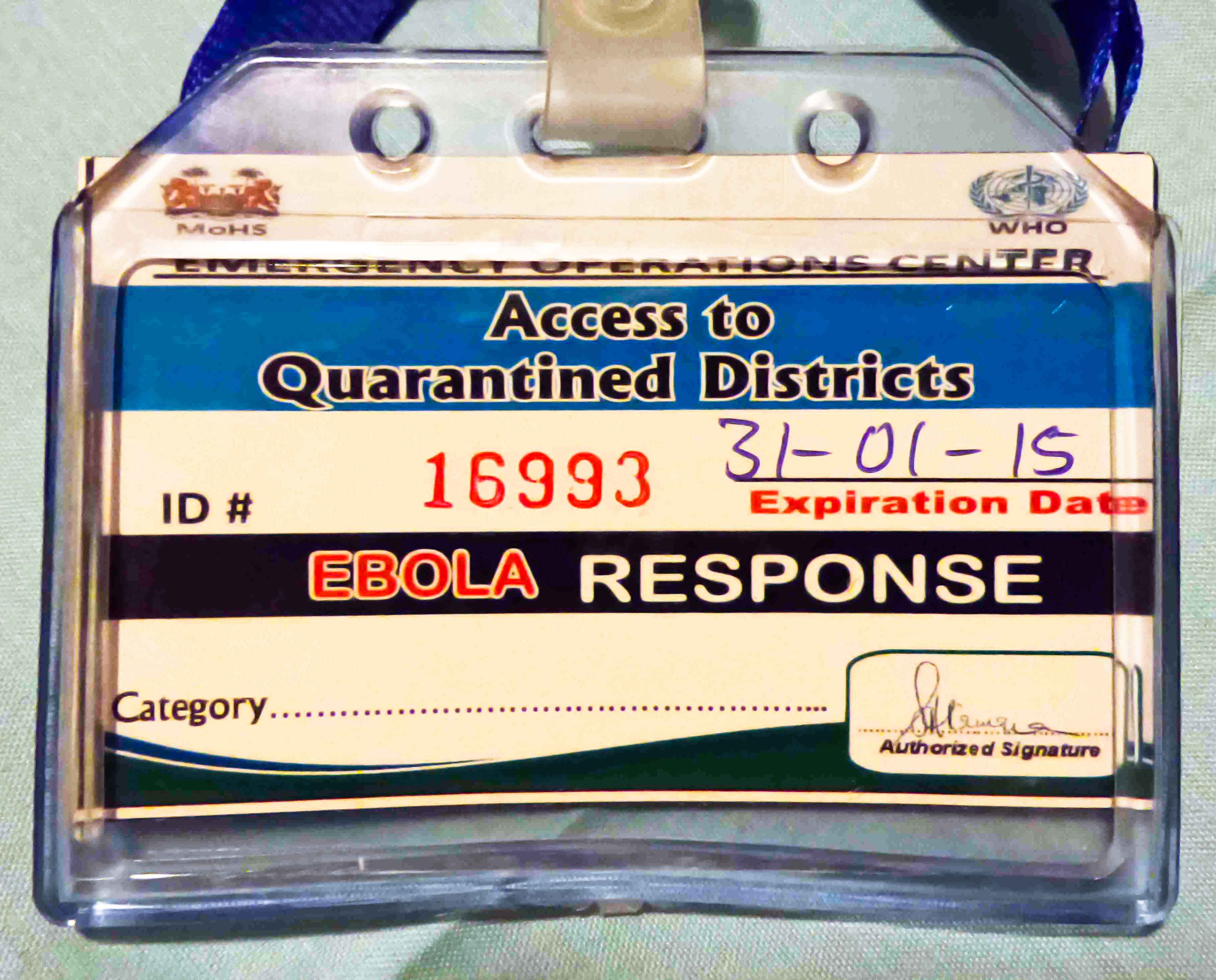
Sierra leonei belépési engedély a karanténzónába

A következő hónapban, augusztusban a kormány figyelemfelkeltő és tájékoztató kampányokat indított rádiócsatornákon és hangszórókon keresztül Freetownban. A törvényhozás elfogadott egy olyan törvényt is, amely szerint ha valaki egy gyaníthatóan fertőzött rokonát, ismerősét bújtatja, az két év letöltendő börtönbüntetésre ítélendő. A törvény szavazásánál a parlamenti képviselők a szomszédos országokat hibáztatták, amiért kudarcaik miatt Sierra Leonéban is szétterjedt a vírus. A továbbterjedés megakadályozása végett a kormány szeptember 19. és 21. között háromnapos kijárási tilalmat rendelt el a teljes lakosság körében. Ebben az időszakban mintegy 28,500 szociális dolgozó és önkéntes járta végig a lakosokat, hogy a fertőzés megelőzése érdekében tájékoztatást nyújtson, valamint megfigyelési csoportokat is felállítottak. A hatóságok szerint a háromnapos zárlat, amelyben a háztartások 80%-a volt érintett, elérte célját, így azt nem hosszabbították meg. Összesen mintegy 150 új esetet tártak fel, bár a távolabbi országrészekről megbízható jelentések nem érkeztek.
Október közepére Sierra Leonében az eddig érintetlen utolsó közigazgatási kerületben, a legnagyobb kiterjedésű Koinadugu-ban is felütötte fejét végül az Ebola, ahol az egyik helyi egészségügyi illetékes szerint 15 meg nem erősített haláleset mellett 2 ember elhunytát a vírussal hozták összefüggésbe egy Fakonya nevű faluban, 60 mérföldre a kerület regionális központjától, Kabalától. Immár Sierra Leone egész területét elérte az Ebola-járvány. Novemberben és decemberben, eltérően a két másik érintett nyugat-afrikai országtól, Sierra Leonéban a helyzet nem javult, egy jelentés szerint a súlyos élelmiszerhiány miatt egyre nehezebb fenntartani a karanténokat. November 4-én Kenema városban ezrek hagyták el a kijelölt zónát. A szakértők a helyzetet "katasztrofálisnak" írták le, egész közösségek tűntek el a járvány következtében, akik közül sokan még a számadatokban sem jelennek meg. December 9-én a kormány a Kono kerület két hetes blokád alá helyezését rendelte el. December 12-én a hatóságok Szentestére és Újévre minden tömegrendezvény megtartását betiltották. December 25-én a teljes északi országrész területét karantén alá helyezték, amelyet csak 2015. január 22-én oldottak fel.
2015. január 8-án a Freetown szomszédságában fekvő Kissy-ben új kezelőközpontot állítottak fel, hogy tehermentesítsék a főváros betegforgalmát. Január 29-én a központban külön, a vírussal megfertőzött kismamák számára nyitottak egy modern eszközökkel felszerelt kórtermet. Január 10-én jelentették, hogy a délkeleti Pujehun kerületben már 42 napja nem diagnosztizáltak újabb megbetegedést. A WHO január 21-i számadatai szerint a járvány terjedése jelentősen mérséklődött az országban. Koroma elnök egy nyilatkozatában nem tartotta elképzelhetetlennek, hogy márciusra teljes mértékben kiirtsák az ország területéről az Ebola-vírust. Ennek ellenére február 5-én a számadatok először mutattak 2015-ben ismételten emelkedést. 2015. február 28-án Samuel Sam-Sumana alelnök önként vállalta, hogy karanténba vonul, miután egyik testőre az előző héten életét vesztette a megbetegedés következtében. Később, március 17-én Sumanát politikai okokból kizárták a kormánypártról, s maga az elmozdított alelnök a letartóztatást elkerülendő menedékjogot kért az Egyesült Államokba. 2015. március 18. és 21. között újabb háromnapos kijárási tilalmat rendeltek el az ország több területére vonatkozóan, ami 2,5 millió embert érintett.
2015 áprilisától a megbetegedések száma és aránya folyamatos csökkenésnek indult a kijárási tilalmaknak és határzáraknak köszönhetően. A WHO július 29-i jelentése szerint az esedékes héten mindössze három ember fertőződését diagnosztizálták, ez volt akkor a legalacsonyabb szám az évben. Augusztus 17-én először telt el egy olyan hét, amikor egyáltalán nem regisztráltak új esetet. Augusztus 26-án az utolsó betegeket is kiengedték az az egészségügyi központból, az orvosok és ápolók tánccal és mulatsággal ünnepelték, hogy Sierra Leone első ízben lett a hivatalos adatok szerint Ebola-mentes. Az öröm korainak bizonyult: szeptember 1-én egy elhunyt nő szervezetében kimutatták az Ebola-vírust, nem messze Sella Kafta falutól. Az eset további három megbetegedéssel járt együtt.
2015. szeptember 14-én megerősítették egy 16 éves lány halálát Bombali kerületben. Feltételezhető, hogy egy korábban felgyógyult pácienssel történő szexuális aktus közben kapta el az Ebola-vírust. Szeptember 28-ától ismét nem történt újabb megbetegedés, 42 nap leteltével a WHO november 7-én Ebola-mentes területté nyilvánította az egész országot.

### Helyi járványok

#### Nigéria

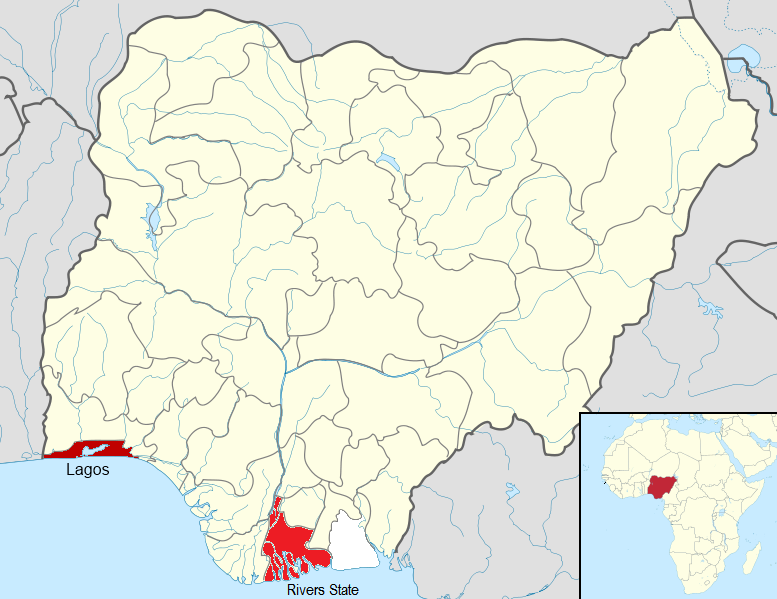
A vírus diagnosztizálása Nigériában 2014 szeptemberéig

Nigériában az első esetet a WHO jelentette 2014. július 25-én. A libériai-amerikai kettős állampolgár Patrick Sawyer, a libériai Pénzügyminisztérium tisztviselője már fertőzötten érkezett Monroviából repülőgépen a legnépesebb afrikai országba, amikor a lagosi nemzetközi repülőtéren összeesett és nem sokkal később, a kórházba szállítás után meghalt. Válaszul a kórházat, ahol kezelték, lezárták és karantén alá helyezték, s azokat az egészségügyi dolgozókat, akik érintkezésbe kerültek vele, elszigetelték a személyzettől, hogy megakadályozzák a járvány felütését. Augusztus 4-én, azonban, megerősítették, hogy az orvos, aki Sawyert kezelte, szintén elkapta az Ebola-vírust, két nappal később pedig az egyik nővér halálát jelentették.
Augusztus 9-én a megbetegedések száma 13-ra emelkedett, mindannyian a kórházi személyzet tagjai. A hatóság további 177 embert, hozzátartozókat, utastársakat is megfigyelt fertőzés eshetősége miatt. Ők is közvetlen vagy közvetett kapcsolatban voltak Sawyerrel. Augusztus 19-én a Sawyert kezelő orvos, Ameyo Adadevoh, Herbert Macaluay, a nigériai nacionalizmus atyjának tartott államférfi dédunokája elhunyt. Adadevoh posztumusz kitüntetésben részesült, amiért elsőként a helyszínre érve, életét feláldozva kulcsszerepet játszott abban, hogy a vírus terjedését Nigériában megakadályozzák.
Szeptember elejéig 22 megbetegedést és 8 halálesetet regisztráltak, amely szám ezután nem változott, ezért úgy tűnik, Nigériában sikerült megakadályozni a járvány továbbterjedését. A WHO bejelentette, amennyiben Nigériában a helyzet nem változik, úgy október 20-i hatállyal az országot Ebola-mentes övezetté nyilvánítják. Mivel a helyzet a jelzett időpontig nem változott, ez meg is történt. A WHO "látványos sikerként" jellemezte a járvány kezelését Nigériában, gyakorlatilag minden olyan személyt sikerült leellenőrizni, aki kapcsolatba lépett a nulladik pácienssel, Sawyerrel. 20 megbetegedés mellett összesen nyolcan haltak meg.

#### Szenegál
2014 márciusában a szenegáli Belügyminisztérium elrendelte a Guineával közös déli határ lezárását, mégis, 2014. augusztus 29-én Awa Marie Coll Seck szenegáli egészségügyi miniszter bejelentette, hogy immár országát is elérte az Ebola-járvány. A vírussal fertőződött páciens, egy 21 éves egyetemi hallgató a szomszédos Guineából érkezett Szenegálba, ahol Dakarban kezdték el a kezelését. Az Institut Pasteur a minták megvizsgálása után megerősítette, hogy Eboláról van szó. A WHO az esetet kiemelt prioritású vészhelyzetnek könyvelte el, hiszen az idejében felfedezett vírus kezelése és karantén alá helyezése megakadályozza a járvány továbbterjedését egy újabb országban. Ez úgy tűnik, sikerült is, mivel további megbetegedéseket nem regisztráltak, ráadásul a guineai tanuló is felgyógyult. 21 napos ellenőrző eljárás után a WHO megállapította, hogy az Ebola-járvány nincs többé jelen Szenegálban. A szervezet gratulált a szenegáli kormánynak, amiért sikeresen megfékezte a betegség terjedését. A WHO szerint Szenegál gyorsan reagált: növelték a belföldi készültséget, felvilágosító kampányt indítottak, valamint az egészségügyi hatóságok hamar beazonosították és felügyelet alá helyezték azt a 74 embert, akik kapcsolatba kerülhettek a guineai pácienssel. 2015. január 27-én újfent megnyitották a határt Szenegál és Guinea között.

#### Egyesült Államok

Texasban azonosították először a vírust az amerikai kontinensen

A Samaritan's Purse nevű protestáns segélyszervezetnek dolgozó amerikai orvos Kent Brantly és asszisztense, Nancy Writebol Monroviában fertőződtek meg, miközben a betegeken próbáltak segíteni. 2014. augusztus elején mindkettejüket az Egyesült Államokba szállították kezelésre, ahol az atlantai Emory Egyetem kórháza fogadta őket, nem messze a Járványkezelési- és Megelőzési Központ főhadiszállásától. Augusztus 21-én híradások jelentették, hogy Brantly és Writebol is felépült és elhagyhatták a kórházat. Ez volt az első eset, hogy az amerikai kontinensen valakit az Ebola-vírussal kezeltek. Mindketten megkapták a ZMapp nevű kísérleti gyógyszert infúzió útján, amelyet egy kis kaliforniai cég fejlesztett ki. Állapotuk ezután állítólag rohamosan javulni kezdett, így elképzelhető, hogy mindkettejük életét az új készítmény mentette meg.
Az ebola fertőzést túlélő orvos, Kent Brantly, a saját vérét adományozta más betegek számára. Antitesteket tartalmazó vérplazmáját elválasztották a vörösvértesteket alkotó sejtektől és a gyógyítást elősegítő szérumot állítottak elő. Ezt a szérumot az ebola betegeknek transzfúzió formájában beadták és így aktivizálták a megbetegedett szervezet saját immunrendszerét, amely ezután le tudta győzni a vírust, lehetővé téve a beteg számára a felépülést.

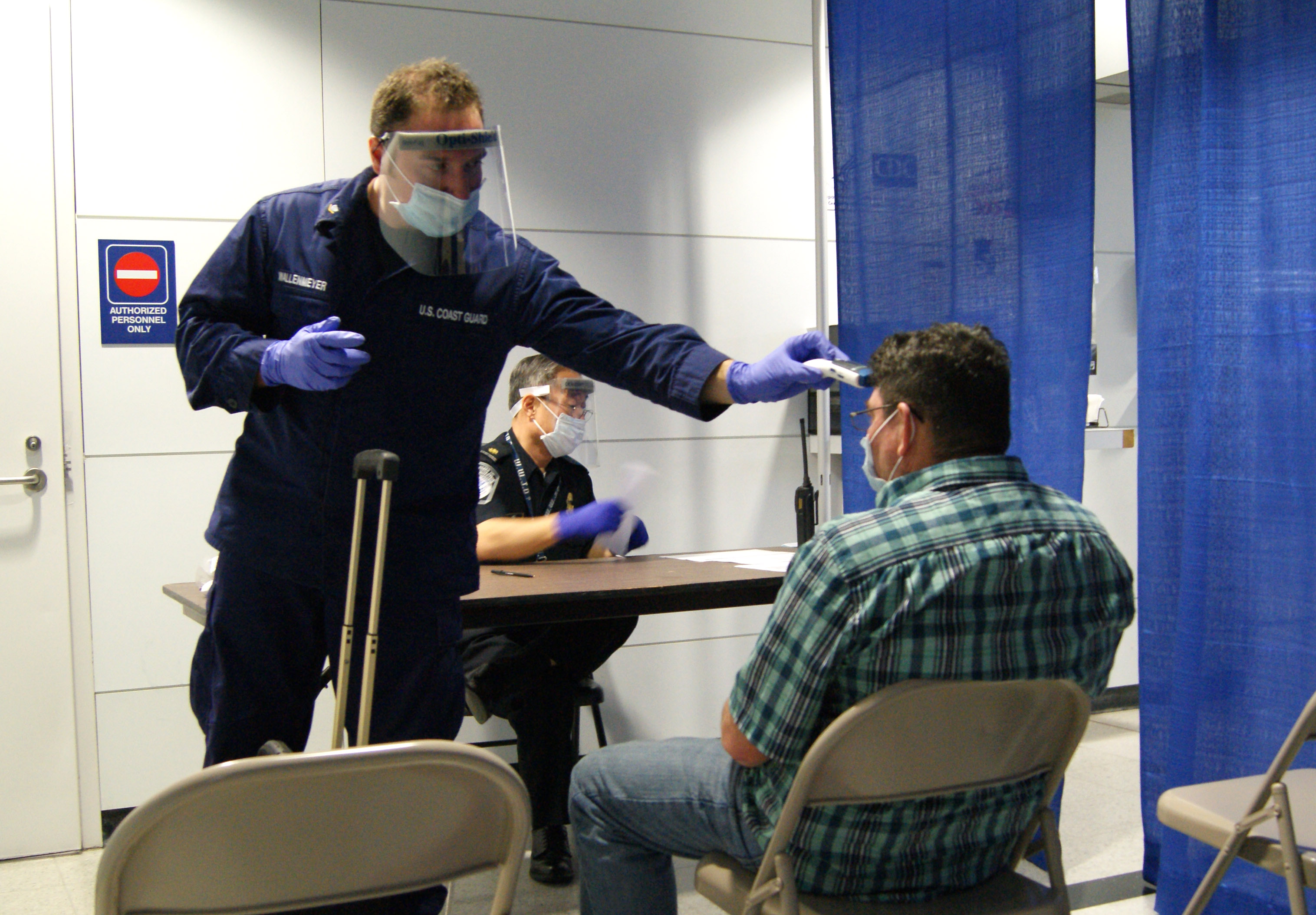
Szűrővizsgálat a chicagói O’Hare nemzetközi repülőtéren

2014. szeptember 4-én egy bostoni orvost, Rick Sacrát, aki a Serving In Mission (SIM) nevű segélyszervezetnek dolgozott, Libériából az Egyesült Államokba szállították repülővel kezelésre. Ő a harmadik amerikai, aki elkapta az Ebola-vírust. Gyógyítását az omahai Nebraska Medical Center-ben kezdték meg. Sacra szeptember 9-én kísérleti készítményben részesült, de ő nem a ZMapp nevű gyógyszert kapta meg. Sacra később vérátömlesztést is kapott, a már korábban felgyógyult Brantly vérét használták fel ehhez a procedúrához. Az elméletek szerint ez segítségére lehet Sacra szervezetének, hogy a megerősített immunrendszerrel legyőzhessen az Ebola-vírust. Szeptember 11-ére állapota "észrevehetően" javult. A negyedik amerikai állampolgárságú beteget szintén az Emory Egyetem kórházába szállították, ahogy korábban Brantlyt és asszisztensét. A páciens Sierra Leonéban kapta el a veszélyes kórt, ahol a WHO munkatársaként gyógyított. Közben Sacrát szeptember 25-én gyógyultnak nyilvánították, így kiengedték a kórházból. Helyére október 6-án az NBC News egyik munkatársa, az operatőr Ashoka Mukpo érkezett, aki Libériában kapta el a vírust, s még ezen a napon megkezdték kezelését.

Az amerikai Chimerix gyógyszergyár brincidofovir elnevezésű sürgősséggel engedélyezett gyógyszerkészítményének molekuláris szerkezete

Szeptember 30-án a Járványkezelési- és Megelőzési Központ (CDC) bejelentette az Ebola-fertőzés első esetét az Egyesült Államok területén. A szervezet egyik szóvivője közölte, hogy a páciens, a 42 éves Thomas Eric Duncan Libériában fertőződött meg, mielőtt Texasba utazott volna. Duncan, aki Monroviában élt, szeptember 15-én segített lakótársának és a főbérlőnek annak lányát, a 19 éves megbetegedett Marthalene Williams-t kórházba szállítani. Helyhiány miatt a taxival utazó család úgy döntött, hogy visszafordul, így hazavitték a lányt, ahol nem sokkal később meghalt. A libériai hatóságok szerint Duncan hamisan töltötte ki azt a kérdőívet a repülőtéren, amely a járvány esetleges fertőzöttjeit volt hivatott kiszűrni. Duncan Brüsszel érintésével utazott családjához haza Dallasba, ahol négy nappal később, szeptember 24-én rosszul érezte magát, de hiába mondta meg, hogy nemrég érkezett Nyugat-Afrikából az Államokba, az ügyeletes nővér antibiotikumokat felírva hazaküldte őt.
A kórház később észlelte a súlyos hibát, és másodjára felvette a beteget, szeptember 28-án, ahol zár alá helyezték. Duncan családtagjait szigorú karantén alá helyezték saját lakásukban. Elemzések szerint a férfi mintegy 80 személlyel érintkezhetett hazaérkezése óta. Annak ellenére, hogy a végső stádiumban lévő Duncant megkísérelték kezelni a frissen kifejlesztett gyógyszerrel, a Brincidofovirral, ennek eredménye nem lett, a férfi meghalt október 8-án.

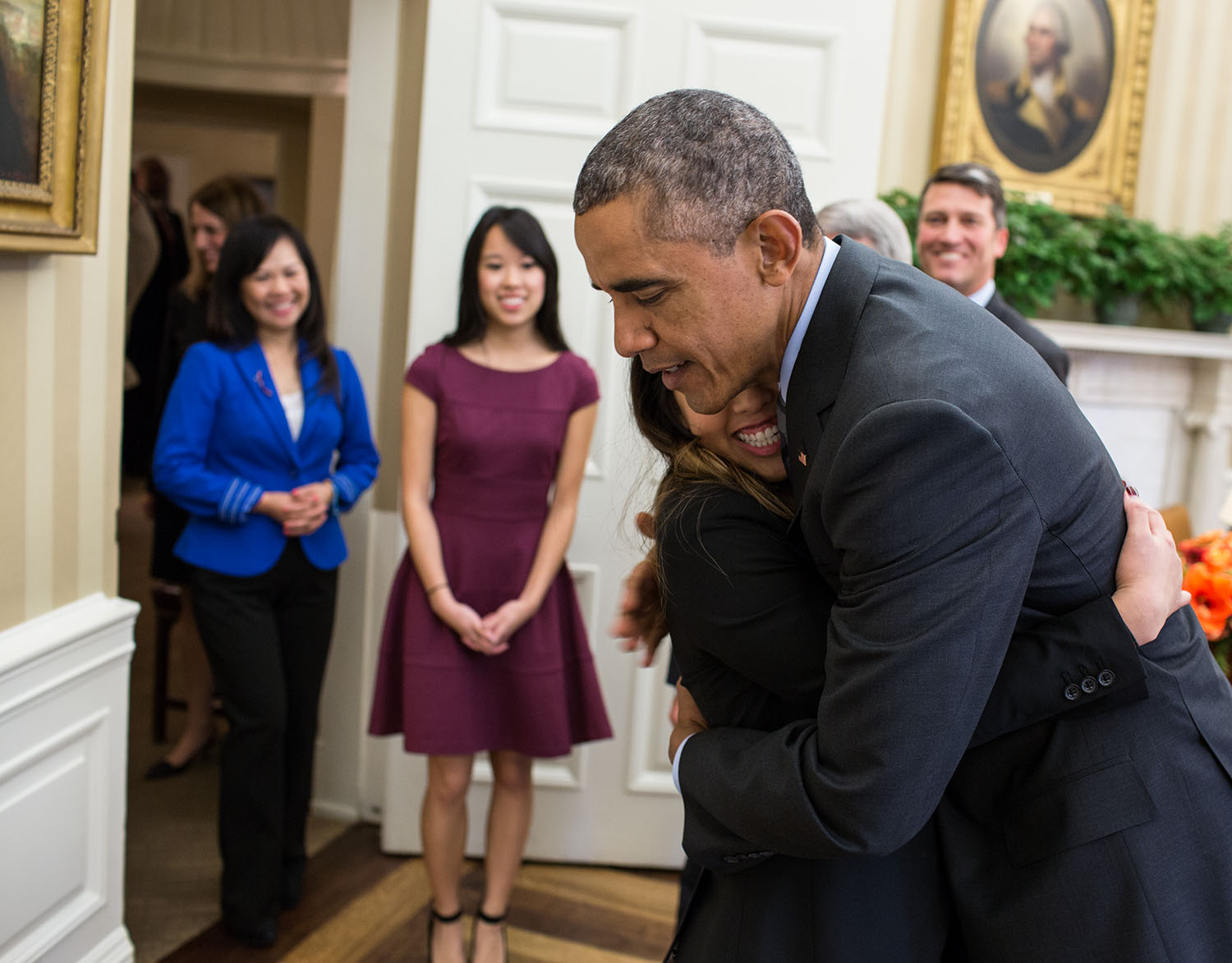
A betegségből felgyógyult Nina Pham találkozott Obama elnökkel 2014. október 24-én

Október 12-én a CDC megerősítette, hogy az egyik egészségügyi dolgozó, a 26 éves Nina Pham, aki részt vállalt Duncan kezelésében, az óvintézkedések és a védőfelszerelés ellenére megfertőződött az Ebola-vírussal, ezzel az első olyan beteg lett az Egyesült Államokban, aki már az amerikai kontinensen, az ország területén kapta el a betegséget. A washingtoni székhelyű Nemzeti Egészségügyi Intézet (National Institutes of Health, NIH) igazgatója, Francis Sellers Collins kijelentette, hogy a dallasi fertőzés egyértelműen csakis a "szigorú eljárásrend megsértéséből" adódhatott. Október 14-én egy második egészségügyi dolgozó, Amber Vinson tesztmintája is pozitív lett. Az amerikai ápolónők országos szakszervezetének elnöke azt nyilatkozta, hogy a kórház felelőtlenül kezelte Duncan betegségét, az ápolók napokon át megfelelő védőöltözet nélkül dolgoztak, ráadásul a betegtől laboratóriumi elemzésre vett testnedvmintákat a kórházi csőpostarendszer segítségével küldték elemzésre, ami azzal fenyegetett, hogy a Texasi Presbiteriánus Kórház laborjainak egész csőpostarendszere megfertőződhet. Az esetek miatt több iskolát is bezártak Dallasban, a hatóságok attól tartanak, hogy fennáll a fertőzés lehetősége.
Barack Obama amerikai elnök október 17-i hatállyal Ron Klain személyében Ebola-ügyi felelőst (sajtónyelven "cár") nevezett ki, aki koordinálja a járvány elleni küzdelmet országos szinten. Klain ügyvédként korábban Al Gore és Joe Biden alelnökök stábját irányította, azonban egészségügyi-medikai szakképesítéssel nem rendelkezik, amely miatt többen is kritikával illették személyét.
2014. október 23-án pozitív lett az Ebola-vírusra elvégzett tesztje Craig Spencernek, az Orvosok Határok Nélkül nevű szervezet amerikai orvosának, aki előzőleg Guineából tért vissza New Yorkba. 2014. november 11-én Spencert tünetmentessé nyilvánították. A férfi nagyfokú médianyilvánosság kíséretében hagyhatta el a kórházat, ahol még Bill de Blasio New York-i polgármester is megölelte, demonstrálva felgyógyulását. Az amerikai járványügyi központ (CDC) egyik alkalmazottja Atlantában emberi mulasztás következtében megfertőződhetett december 22-én, ezért három hét erejéig karantén alá helyezték.

#### Spanyolország
2014. augusztus 5-én a Betegápoló Irgalmas Rend megerősítette, hogy testvérük, a spanyol Miguel Pajares, aki önkéntesként dolgozott Libériában, megfertőződött az Ebola-vírussal. A spanyol hadsereg a nagyobb hatékonyságú kezelés céljából a beteget másnap egy madridi kórházba szállította. A hazaszállítás miatt többen aggodalmuknak adtak hangot, félve az esetleges kockázatoktól. A kezelés ellenére Pajares augusztus 12-én elhunyt. Szeptember 21-én a spanyol Egészségügyi Minisztérium egy sajtóközleményt adott ki, amely szerint egy másik irgalmas testvért, Manuel Garcia Viejót, aki Sierra Leonéban dolgozott orvosként, hazaszállítanak kezelésre. Ő volt a második spanyol, aki elkapta a kórt. Viejo szeptember 25-én egy madridi kórházban meghalt. Mindkét spanyol szerzetest a III. Károly után elnevezett egészségügyi központban kezelték Madridban.
2014 októberében egy nővér, Teresa Romero, aki részt vett Manuel Garcia Viejo kezelésében, október 6-ra rosszul érezte magát és a vizsgálatok kimutatták, hogy megfertőződött az Ebola-vírussal. Egy második teszt ezt a diagnózist megerősítette, ezzel a nővér lett a világtörténelemben az első olyan személy, aki Afrikán kívül kapta el a kórt. Ana Mato egészségügyi tárcavezető bejelentette, hogy Az egészségügyi hatóságok megfigyelés alatt tartják azt a 30 tagú egészségügyi csoportot, amely a spanyol papot kezelte. Október 13-án jelentették, hogy Romero nővér továbbra is súlyos állapotban van, ugyanakkor az a tizenöt ember, akikkel érintkezett karanténba zárásuk előtt, még mindig tünetmentes. Október 19-ére Teresa Romero felgyógyult az Ebolából és tünetmentessé nyilvánították. Mivel 42 nap elteltével további megbetegedés nem történt, a WHO az országot Ebola-mentes területté nyilvánította december 2-án.

#### Mali

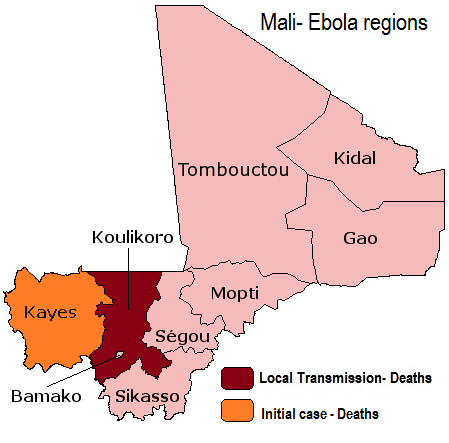
Mali fertőzött régiói

2014. október 23-án Maliban bejelentették, hogy egy kétéves kislánynál állapították meg az Ebola kórokozóját, aki előzőleg nagyanyjával járt Guinea déli részén. A mali egészségügyi miniszter nyugalomra intette a lakosságot. A minisztérium szerint a kislány édesanyja és édesapja előzőleg már Guineában elhunyt, utóbbi temetésén vettek részt. Október 24-én a kislány szintén elhalálozott. A hazafelé tartó buszon az Ebola tünetei már kimutathatóak voltak, így elképzelhető, hogy az utasok a fertőzésnek ki voltak téve. Másnap Mauritánia lezárta közös határát Malival. A WHO október 29-én jelentette, hogy 82 személyt tartanak felügyelet alatt, 57-et Kayes-ben, a többieket pedig Bamakóban.
November 12-én az egészségügyi hatóságok megerősítették a második és harmadik halálozást is. Az áldozatok egy nővér és egy guineai imám volt, utóbbit Bamakóban kezelték a Pasteur-klinikán. A jelentés szerint a halálesetek nem kapcsolódnak az első halálozáshoz. A WHO közlése szerint később egy negyedik személy is elhunyt, aki az imám egy közeli barátja volt. A fővárosban további 90 potenciális beteget helyeztek karantén alá, köztük 20 ENSZ-békefenntartót, akiket különböző harci sérülésekkel kezeltek ugyanabban az intézményben, amikor a betegek elhaláloztak. A bamakói mecsetet és a kórházat teljesen elzárták a külvilágtól. Az imámot, aki még október 27-én halt meg, helyi szokások szerint temették el nagy tömeg kíséretében, ahol testének megmosdatására is sor került. Csak később derült ki, hogy halála mögött az Ebola-vírus állhat, amikor az őt korábban kezelő nővér hetekkel később szintén elhunyt. December 12-én az utolsó beteg is felgyógyult és kiengedték a kórházból. December 16-án az utolsó tizenhárom megfigyelt személyt is kiengedték a karanténból. A WHO 2015. január 18-án bejelentette, hogy Maliban hivatalosan is véget ért a járvány.

#### Egyesült Királyság
2014. december 29-én a Sierra Leonéban gyógyító Pauline Cafferkey Casablancán és London-Heathrow-i repülőtéren keresztül tért haza Nagy-Britanniába. Rosszulléte után a skóciai Glasgow-ban diagnosztizálták az Ebola-vírussal. A pácienst ezután a londoni Királyi Szabad Kórházban kezelték, ahol vérátömlesztésen is átesett. Cafferkey sikeresen felgyógyult és 2015. január 24-én kiengedték a kórházból. Március 10-én a WHO Ebola-mentes területté nyilvánította Nagy-Britanniát. Pauline Cafferkey, aki két héttel azelőtt még kitüntetést vett át David Camerontól, 2015 októberében ismét kórházba került, miután rosszul érezte magát. Orvosai szerint az Ebola-vírus a teste azon részébe vándorolt át, amely ellen immunrendszere nem képes védekezni. Október 21-én orvosai azt nyilatkozták, a szervezetében tovább lappangó vírus súlyos agyhártyagyulladást okozott.

#### Olaszország
2015. május 12-én jelentették, hogy a Szardínia szigetén fekvő Sassari városában diagnosztizálták az Ebola-vírust egy korábban Sierra Leonéban tartózkodó egészségügyi dolgozó szervezetében. A férfi, miután az afrikai kontinensről hazatért, az Ebola tüneteit észlelte magán. A vizsgálatok elvégzése után a Lazzaro Spallanzani Kórházba szállították, ahol országos szinten látják a megfertőződött pácienseket. Június 10-re felgyógyult és kiengedték a kórházból.

## Más országok betegeinek evakuálása
Az Egyesült Államokon és Spanyolországon kívül, ahol immár helyi szinten is megjelent az Ebola-vírus, csak európai országok állampolgárai betegedtek meg a nyugat-afrikai térségben, miközben végezték gyógyító, karitatív stb. munkájukat. Egy francia önkéntes egészségügyi dolgozó, aki az Orvosok Határok Nélkül (MSF) nevű civilszervezet keretében gyógyított, Libériában fertőződött meg, ezután szeptember 18-án Franciaországba szállították. A sikeres gyógykezelés lefolytatása után a nőt kiengedték egy párizsi katonai kórházból, ahol betegségét addig ellátták október 4-ig. Az MSF október 6-án jelentette, hogy egy másik orvosukon, egy norvég állampolgáron Sierra Leone-i tartózkodása során észlelték a tüneteket, melynek hatására a nőt az Oslói Egyetem kiemelt felszereltségű kórházába vitték. A nő október 20-ra meggyógyult.

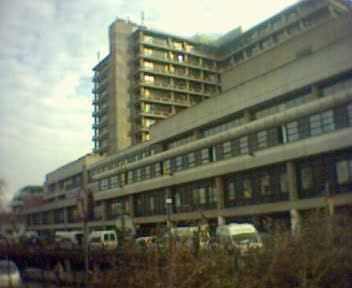
Királyi Szabad Kórház Londonban

Nagy-Britanniában augusztus 24-én karantén alá helyezték a gyógykezelésre hazaszállított William Pooley-t a londoni Királyi Szabad Kórházban. A Sierra Leonéban gyógyító férfit brit Királyi Légierő (RAF) egyik C-17-es szállítógépén vitték a szigetországba. Szeptember 3-ra felépült és hazaengedték, miután a ZMapp nevű kísérleti gyógyszerrel ápolták a kórház speciális elkülönítő részlegében. Pooley videóüzenetben hívta fel a világ vezetőinek figyelmét az egyre súlyosabb méreteket öltő Ebola-járványra. Egy svájci egészségügyi dolgozót magánrepülőgépen szállítottak Genfbe, miután szeptember 20-án egy megbetegedett Sierra Leone-i gyermektől elkaphatta a kórt. A férfit 21 napra a Genfi Egyetem kórházába megfigyelés céljából szállították és elszigetelték az intézmény többi részétől. 2015. március 11-én egy brit katonai dolgozó mintáiban azonosították az Ebola-vírust, hat nappal később pedig egy másik dolgozót is hazaküldtek a szigetországba, megkezdve kezelését a Királyi Szabad Kórházban.
Németországban egy hat páciens befogadására alkalmas elkülönítőfolyosót állítottak fel a Hamburgi Egyetem egészségügyi központjában. Augusztus 27-én egy Sierra Leonéban dolgozó WHO-s szenegáli epidemiológus lett az első páciens, akit ott kezeltek. 2014. október 4-én elhagyhatta a kórházat. A WHO egy másik megfertőződött ugandai orvos gyógykezelését kérte Németországtól. A férfit, aki a tájékoztatás szerint egy olasz civil szervezetnek dolgozott, október 3-án szállították Frankfurtba. Október 9-től egy harmadik beteget, az ENSZ egy 56 éves szudáni munkatársát Lipcsében kezelték, ennek ellenére október 14-én elhalálozott.
2014. november 24-én az olasz egészségügyi minisztérium bejelentette, hogy az Emergency civilszervezet egy orvosa, a Sierra Leone-i Lakkában gyógyító Fabrizio Pulvirenti Ebola-vírussal fertőződött meg. Az orvost másnap egy katonai repülőgép szállította a római Pratica di Mare bázisra, ahonnan egy helyi kórházba került. Pulvirenti 2015. január 2-ára felgyógyult. Hollandiában egy nigériai nemzetiségű UNMIL békefenntartót kezeltek Ebolával 2014. december 6-ától. Az Utrechtben kezelt katona december 23-ára legyőzte a kórt és visszatért Libériába.

## Magyarország
Magyarországot ezidáig nem érte el az Ebola-járvány, ennek ellenére, a pánik és a dezinformálás elkerülése végett, az ÁNTSZ tájékoztatót készített a nyár végén a tanévkezdésre az egyetemekre visszatérő afrikai diákok kapcsán. A jelentés szerint a vírus jellegéből adódóan nagyon kicsi a valószínűsége, hogy diákok hazánkba hurcolnák a betegséget. Ezzel együtt az érintett egyetemek, ahol nagy számban tanulnak főként afrikai orvostanhallgatók, felkészültek az esetleges fertőzésre, létrehoztak elkülönítőt, a védőeszközöket is beszerezték, s tananyag is készült a teendőkről. Emellett a fertőzött területekről érkezőket a repülőtéren és rektori utasítások alapján az egyetemeken is megvizsgálták. A világ többi részéhez hasonló pánikra jól jellemző, hogy Óbudán egy maláriás nigériai lány, Debrecenben és Pécsett pedig egy-egy orvostanhallgató megbetegedése okozott riadalmat, ráadásul mindhárom esetről a helyi sajtó a hivatalos kórházi közleményt ill. vizsgálatokat meg sem várva adta közre a hírt, így a legutóbbi eset kapcsán az ÁNTSZ rémhírterjesztésért feljelentést is tett. A Debreceni Egyetem arra kérte a fertőzött területekről érkező hallgatóit, hogy az őszi illetve téli szünetekre ne utazzanak haza. Az egyetemre összesen 740, az Ebola-járvánnyal érintett afrikai országokból származó diák jár, ezzel az első a hazai felsőoktatási-intézmények között.
A budapesti Szent László Kórházban két speciálisan berendezett, még a korábbi SARS-CoV koronavírus kezelésére létesített, ebolás betegek ellátására alkalmas kórterem van, amelyeket járvány esetén igénybe tudnak venni az egészségügyi dolgozók.

## Virológia

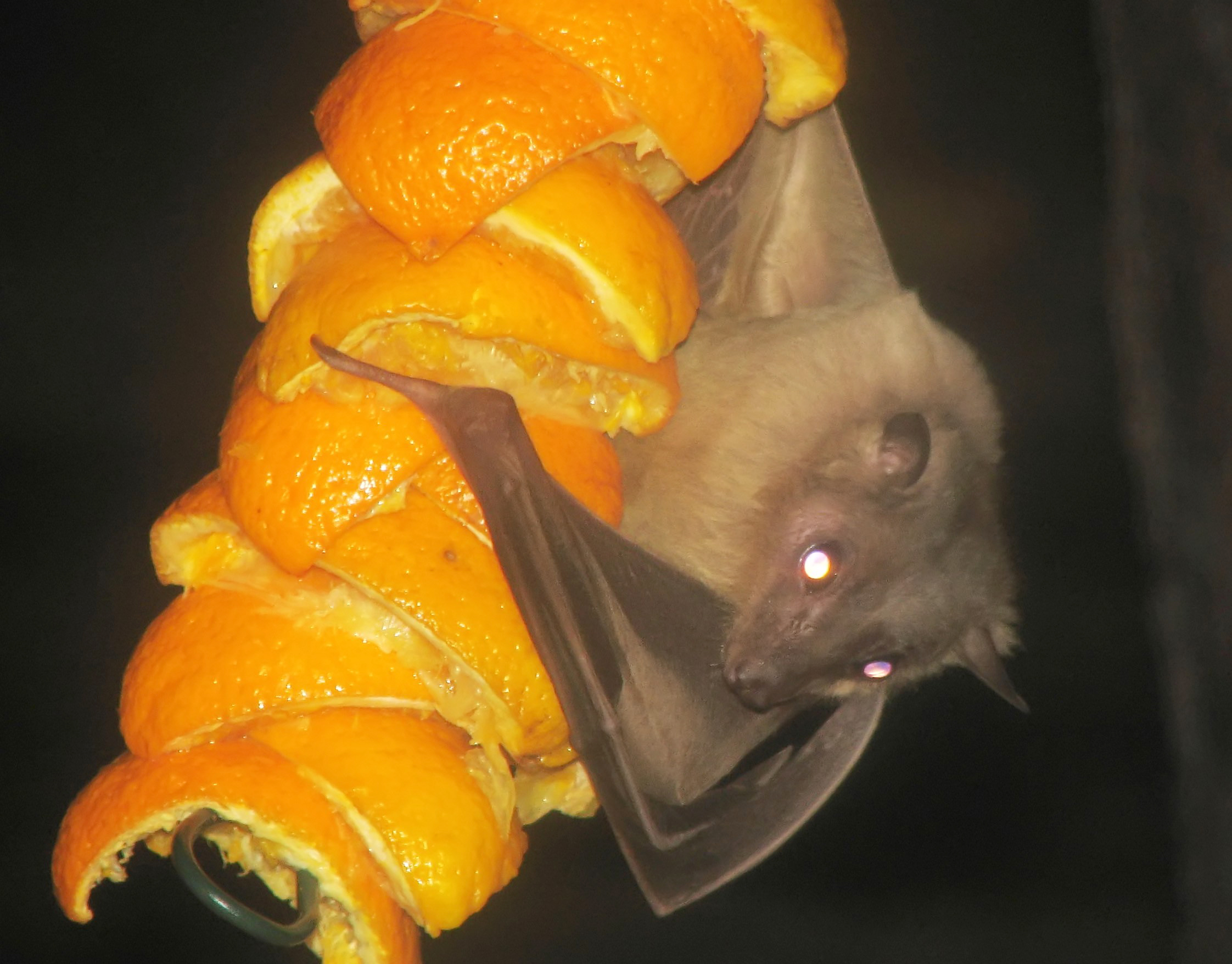
Állatkertben tartott nílusi repülőkutya, a Rousettus aegyptiacus potenciális vírushordozó. A rezervoár ismeretlen, eddigi ismeretek szerint a denevér, az erdei antilop, a majom és a beteg ember az Ebola-Marburg-láz fertőzés forrása

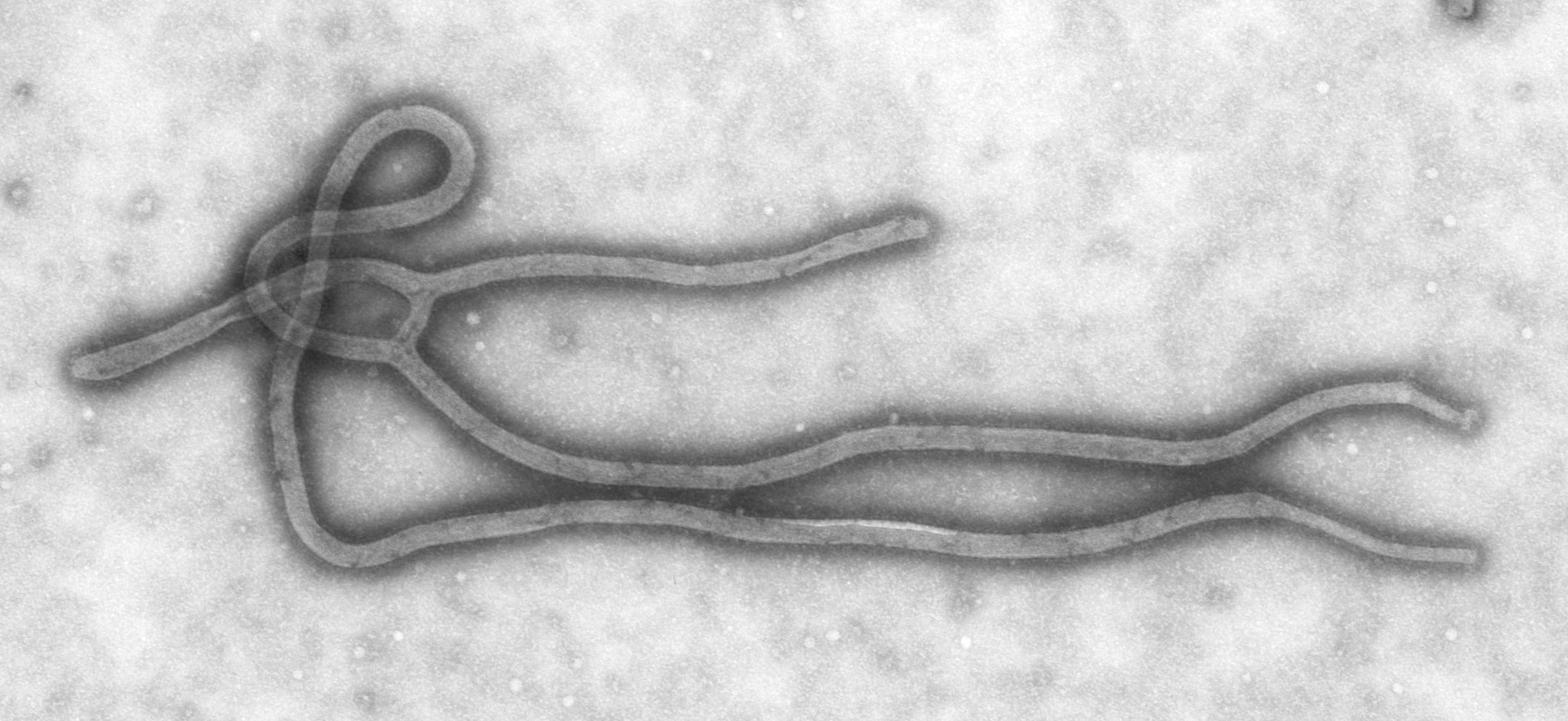
Ebola-vírus a transzmissziós elektronmikroszkóp felvételén

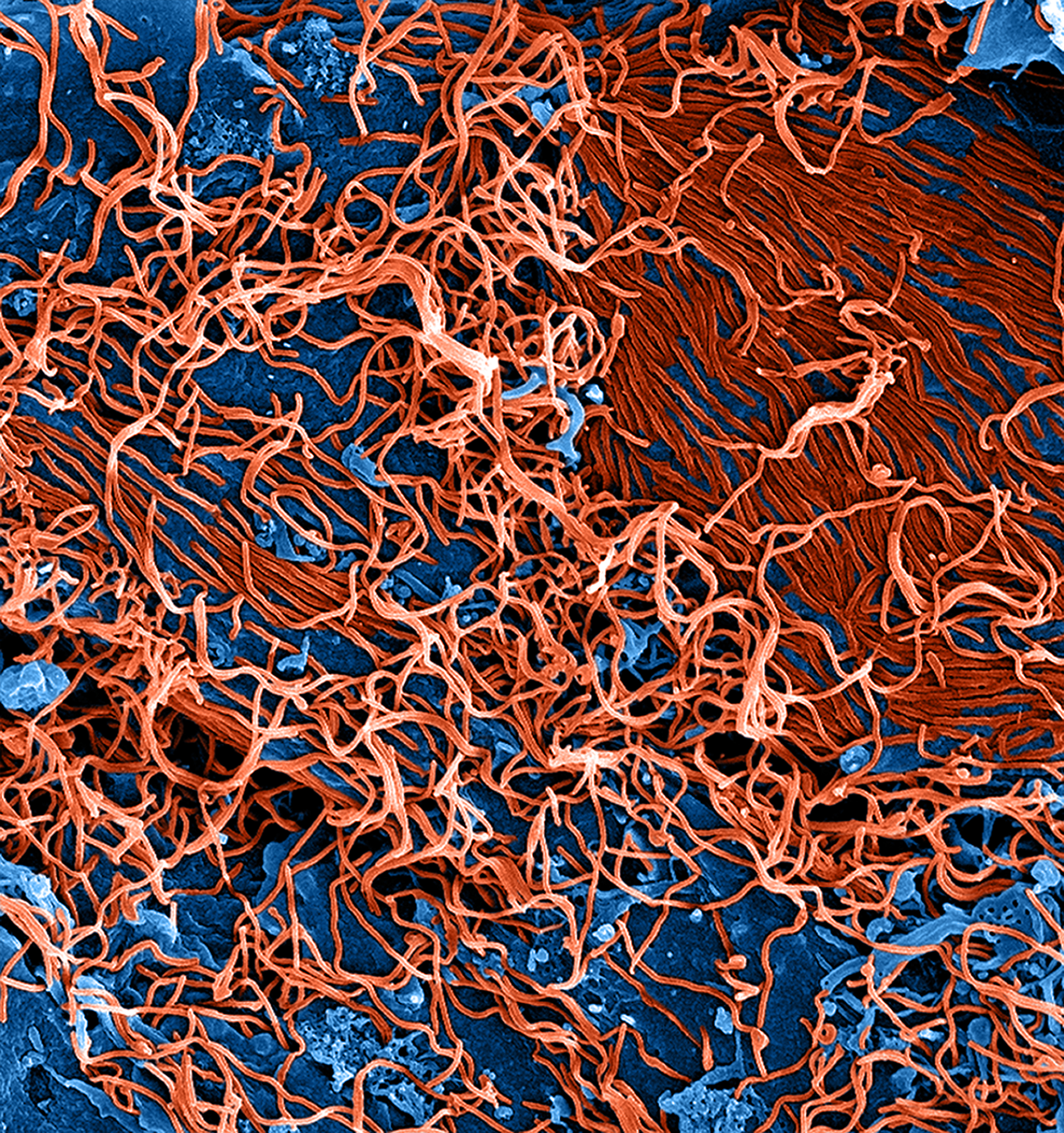
Pásztázó elektronmikroszkópos felvétel, pirossal színezett fonalas Ebola vírus részecskék tömegéről. Méretük változó, átlagosan 80 nanométer széles, hossza 974 és 1086 nanométer, sejttenyészetben megfigyeltek 14 ezer nanométer hosszú vírust.

A betegség okozói az Ebola vírusnemzetségbe tartozó Ebola-vírusok, melyek közül jelenleg öt ismert, s mindegyiket az első felbukkanási helye után nevezték el (zairei, szudáni, restoni, elefántcsontparti, bundibugyói).
Az első laboratóriumi vizsgálatok azt a verziót erősítették meg, miszerint a 2014-es járványért felelős vírus a zairei válfaj egy újonnan megjelenő kládját (alcsoportját) képezi. A további vizsgálatok ezt a megállapítást cáfolták és az Ebola-vírusnemzetség már korábban ismert törzscsoportjába helyezte a most felfedezett vírust.
A vírus 1976-os megjelenése óta, amikor járványok törtek ki Szudánban és a korábbi Zaire-ben (ma Kongói Demokratikus Köztársaság), a betegség a közép-afrikai térségre korlátozódott, ahol először diagnosztizálták. A jelenlegi járvány kapcsán a kutatók azt hitték, hogy Guineában a vírus egy úl válfaja jelent meg, semmint hogy valamilyen úton-módon Közép-Afrikából nyugatra került a vírustörzs. Azonban az újabb kutatások azt az eredményt hozták, hogy a jelenlegi járványért valószínűleg egy olyan vírusvonal felelős, ami állatok révén Közép-Afrikából Nyugat-Afrikába került, ahol aztán elsőként fertőződött meg egy kétéves kisfiú Guineában.
A Broad Institute és a Harvard Egyetem által készített tanulmány, a Sierra Leone-i Egészségügyi és Higiéniai Minisztérium közreműködésével, talán további információkat szolgáltatott a jelenlegi járványért felelős vírus eredetét és továbbterjedését illetően. A publikáció 99 eddig ismert vírusnemzetséget gyűjtött és szekvenált össze, amelyeket 78 betegnél diagnosztizáltak a Sierra Leonében kitörő járvány első 24 napjában. A csoport mintegy 300 génmutációt azonosított, amely a 2014-es Ebola-vírus géntérképét az előzőektől jelentősen megkülönböztette. Az még nem ismeretes, hogy ez a tény milyen mértékben áll kapcsolatban a jelenlegi járvány eddig soha nem látott elterjedésével. Mielőtt augusztusban a tanulmány megjelent volna, a kutatócsoport öt tagja már elhalálozott az Ebola-járványban.
Mivel a kutatók a Sierra Leone-i megbetegedéseket szinte a kezdettől nyomon tudták követni, ez az elemzések számára értékes információkkal szolgált. A járványt 13 nőhöz vezették vissza, akik részt vettek egy törzsi gyógyító temetésén. A kutatók egyedül álló módon pontosan le tudták követni, miként mutálódott a vírus a járvány terjedésének folyamatában. A kutatás kimutatta, hogy a part menti nyugat-afrikai országban két, egymástól különböző Ebola-vírus mélyítette el a járványt, amelyek addigra Guineában már jelen voltak. Nem tisztázott, hogy a gyógyító mindkét vírussal megfertőződött, vagy az egyik megfigyelt nő tőle függetlenül kapta el a második fajta vírust. A járvány előrehaladtával az egyik vírustörzs a betegek mintáiban időközben eltűnt, de szinte ugyanebben a pillanatban egy harmadik megjelent. A vírus mutálódása aggodalmakat szült a vizsgálatok, védőoltások és az olyan, folyamatos tesztelés alatt álló kísérleti gyógyszerek hatékonyságában, mint a ZMapp. 2015 januárjában guineai kutatók is közzé tették munkájuk eredményét, amelyben az Ebola-vírus elváltozásáról tettek említést, amely folyamat azonban akár veszélyesebbé, de akár ártalmatlanabbá is teheti magát a vírust.
Francia, ausztrál és szenegáli kutatók a vírus három genetikai variációját azonosították, munkájuk eredményét a Nature közölte 2015. június 24-én. Az első, guineai genetikai variáns közeli rokonságot mutat azoknak a kórokozóknak a mintáival, amelyeket 2014 márciusában, a járvány kezdetén izoláltak. A második variánst Sierra Leonéban fedezték fel, s a hiányzó láncszemet jelentheti a Maliban 2014 második felében regisztrált megbetegedések között. A harmadik variáns nagyon hasonló volt a másodikhoz, Guinea fővárosában és környékén azonosították. Ez a tény azt feltételezi, hogy a vírust többszöri alkalommal újra és újra behozták Sierra Leonéból Conakry vonzáskörzetébe.

## A gyors terjedés okai
- Korrupció és a helyi temetkezési szokások[235]
- Az egészségügyi ellátás alacsony színvonala
- A vírushordozó állatok húsának fogyasztása, illetve az állatokkal, azok végtermékeivel való lehetséges érintkezés

## Megelőző intézkedések

### A vírus terjedésének nyomon követése
A járvány kiindulópontjának és útvonalának felderítése és nyomon követése az egyik legalapvetőbb módszer a betegség továbbterjedésének megakadályozásához. Az effajta vizsgálat magába foglalja minden olyan személy felkutatását, aki érintkezésbe kerülhetett az Ebola-vírussal, s ezután következhet a 21 napig tartó megfigyelés biztonságos körülmények között. Az Ebola-vírus eddig leghosszabb ismert lappangási ideje három hét volt. Ez a gondos nyilvántartási művelet azonban megfelelően képzett és felszerelt személyzet meglétét igényli. A WHO Global Health Security vezérigazgató-helyettese, Keiji Fukuda 2014. szeptember 3-án azt mondta, hogy "nem áll rendelkezésünkre elegendő számú egészségügyi dolgozó, orvos, nővér, sofőr és járvány-nyomkövető, hogy a fertőződések növekvő mértékét megfelelően kezelni tudjuk". Ez a fennálló helyzet tömeges számú önkéntes orvos és egészségügyi dolgozó alkalmazását írta elő. A jelentések szerint csak Sierra Leonében 12,315 illetve Libériában 11,911 embert kutattak fel és vizsgáltak meg szeptember 23-ig. Guineában a számok nem ismertek.

## A vírus kezelése
A betegségnek jelenleg nincsen specifikus kezelése, a terápia gyakorlatilag a támogató kezelésekre korlátozódik. Figyelembe véve az érintett területek infrastrukturális és egészségügyi lehetőségeit, ennek biztosítása is komoly kihívást jelent. Mivel a betegség kezdeti tünetei nem jellegzetesek és a rendelkezésre álló laboratóriumi háttér is sokszor szegényes, a betegséget eleinte sokszor félrediagnosztizálják, a lázas beteget elkülönítés nélkül antibiotikummal vagy malária ellenes szerrel kezelik. Ebola esetén a beteget mindenképpen elkülönítik. Tüneti kezelésként fájdalomcsillapítókat, lázcsillapítókat, nyugtatókat, prokoagulánsokat és hányáscsökkentő gyógyszereket alkalmaznak, amennyiben rendelkezésre állnak. A folyadékpótlás a kezelés egyik központi eleme, amennyiben lehetséges, a szájon át történő folyadékbevitelt preferálják, mivel így a vérzékeny és fertőző beteget nem kell megszúrni.
Az Egészségügyi Világszervezet szakértői tanácskozásán javasolták az Ebolából felgyógyult emberek vérének terápiás felhasználását, ugyanis az Ebola-fertőzésből felgyógyultak vérében lévő antitestek segíthetnek a halálos betegséggel megfertőzötteknek legyőzni a kórt.

### Kísérleti terápiák, gyógyszerek, vakcinák
2015. július 31-én kutatók jelentették, hogy a Merck gyógyszergyár és a New Link Genetics által szabadalmaztatott rVSV-ZEBOV, vagy közismertebb nevén VSV-EBOV vakcina, amelyet Guineában több mint 4000 embernek adtak be, akik fertőzött személlyel kapcsolatba léptek, tíz nappal a beadása után 100%-os védelmet nyújtott az immunizáltaknak.

## Az Ebola-járvány kilátásai és gazdasági hatásai

### Egészségügyi hatások
Szakemberek figyelmeztettek, hogy az Ebola-járvány okozta helyi egészségügyi rendszerek túlterheltsége miatt kevés figyelem összpontosul olyan más betegségekre, mint a malária, amely továbbra is jóval több halálos áldozatot követel az Ebolához képest. Számos kórház a zsúfoltság miatt maláriás betegeket nem fogadott a három leginkább érintett nyugat-afrikai kórházban, ráadásul a két vírus tünetei rendkívül hasonlóak, így a maláriabetegek jelentős része attól tart, hogy ha orvoshoz fordul, akkor elkülönítik egy Ebola-karanténközpontban. A Nets for Life Africa nevű, New York-i székhelyű segélyszervezet adatai szerint Guineában 2014-ben hozzávetőleg 15 ezren haltak meg malária által, miközben az Ebola-járvány ugyanezen időszakban "mindössze" 1600 emberrel végzett az országban.
2015 márciusában a Science nevű patinás amerikai folyóirat egy tanulmányának szerzői arra hívták fel a figyelmet, hogy a kórházi túlterheltség miatt rengeteg gyerek nem részesült kanyaróval és más betegségekkel szembeni védőoltásban. A Johns Hopkins Egyetem szakemberei és kutatói szerint az Ebola-járvány által terhelt jelenlegi helyzetben egy súlyos kanyarójárvány esetén a megszokotthoz képest további 100 ezer – főként a gyermekeket érintő – megbetegedéssel és 2-16 ezerrel több halálesettel kellene számolni. Az UNICEF éppen ezért bejelentette, hogy 2015 májusára nagyszabású kanyaró- és gyermekbénulás-elleni oltókampányt tervez a térségben.

### Gazdasági hatások
A járvány kitörése és továbbterjedése az életek elvesztésén túl súlyos következményekkel járt az érintett nyugat-afrikai országok gazdaságát tekintve is. Guineának, Libériának és Sierra Leonénak a fertőzések előrehaladásával, s ezzel együtt a belpolitikai káosz mélyülésével, fokozatos elszigetelődéssel kellett szembenéznie. 2014 augusztusában több nemzetközi légitársaság is felfüggesztette menetrend szerinti járatait a térségbe. Az országokon belüli utazási korlátozások és karanténok miatt a piacok és boltok java bezárni kényszerült, amely a termelők és kereskedők életszínvonalának csökkenéséhez vezetett. Sok régióban gyakorlatilag teljesen leállt a kereskedelmi tevékenység, az áruforgalom. A mezőgazdaság piacait elvesztve komolyan megsínylette a járványt. Az Élelmezésügyi és Mezőgazdasági Világszervezet (FAO) arra figyelmeztetett, hogy a járvány veszélyeztetheti a betakarítást és az élelmiszer-biztonságot Nyugat-Afrikában. 2014. december 17-én az ENSZ különböző szervezetei arra hívták fel a figyelmet, hogy több mint 1 millió ember gyakorlatilag nem jut táplálékhoz az élelmiszerhiány miatt. A kijárási tilalmak és egészségügyi kordonok miatt a mezőgazdaságban munkaerőhiány lépett fel, hanyatlásnak ítélve ezzel az egész szektort.
Az Ebola-járvány komoly hatással volt a turizmusra is, még olyan országok esetében is, amelyen nem érintettek közvetlenül a járványban. 2015. január 6-án tették közzé, hogy a járvány miatt Gambia, ahol pedig egy megbetegedést sem regisztráltak, idegenforgalma 50%-kal csökkent az előző év azonos időszakához képest. Ghána szintén visszaesést tapasztalt a turizmusban. A kontinens másik felé elterülő Kenya március 8-án szintúgy közzétette adatait, amely komoly visszaeséssel számolt a járványra hivatkozva.
A három érintett országban működő, a nemzeti össztermék jelentős részét kitevő bányászati koncessziós vállalatok folyamatosan kivonták nélkülözhető személyzetüket, elhalasztották az új beruházásokat, csökkentették és/vagy felfüggesztették a termelési tevékenységüket. 2014 decemberében a Frank Timiș román-ausztrál üzletember tulajdonában lévő African Minerals Ltd. vasérc bányászati társaság elkezdte leállítani Sierra Leone-i műveleteit, mert a járvány okozta gazdasági visszaesés miatt jelentős mértékű bevételkiesések érték.
A járvány alaposan megterhelte a járvánnyal sújtott országok pénzügyeit, Sierra Leone kincstárjegyeket bocsátott ki, hogy finanszírozhassa a harcot a vírus ellen. 2015. január 27-én az Oxfam nemzetközi segélyszervezet arra hívta fel a figyelmet, hogy a térségnek az újjáépítéshez és kármentéshez egyfajta "Marshall-segély"-re lenne szüksége, hasonlóan a második világháború utáni Európa példájához. A szervezet szerint a "segítségnyújtás elmulasztása végzetes katasztrófához vezethet, amely destabilizálhatja az egész régiót. A Nemzetközi Valutaalap (IMF) értesülések szerint fontolgatta, hogy a három nyugat-afrikai országnak széles körű támogatást biztosít, hogy fedezhessék a kialakult költségvetési deficitet és súlyos kiadásokat.

## Nemzetközi reakciók, adományok
Az Orvosok Határok Nélkül (MSF) nevű nemzetközi segélyszervezet 2014. június végén jelezte, hogy a járvány terjedésének nyomon követése teljesen kicsúszott az irányításuk alól, a megfékezés teljesen lehetetlenné vált. A szervezet főigazgatója, felszólítva a világ vezetőit az adakozásra, kijelentette, hogy az "érintett országok egymagukban egyszerűen nem képesek kezelni a járvány kitörésének mértékét és szerteágazását." Figyelmeztette a nemzetközi közösséget, hogy beavatkozásuk ra égetően nagy szükség van. Unni Krishnan, a Plan International nevű segélyszervezet katasztrófavédelmi vezetője úgy fogalmazott, hogy "a járvány a jelek szerint nem csillapodik, a nemzetközi szervezetek és a kormányok korántsem nyerték meg ezt a csatát", és úgy látta, "az érintett kormányok nem ismerték fel a helyzet súlyosságát." Bart Janssens műveleti igazgató (MSF) elmondta, hogy 40 fős nemzetközi csapata dolgozik négy kezelőközpontban a térségben, de azért is nehéz a járvánnyal szembeszállni, mert olyan területen tört ki, ahol a lakosság rendkívül mobil, és olyan sűrűn lakott területeken terjed, mint a guineai és a libériai főváros.
2014. október 17-én Jim Yong Kim, a Világbank elnöke úgy vélte, hogy a világ a szükséges nemzetközi szolidaritás híján "vesztésre áll az Ebola-vírus elleni küzdelemben". Kim azt is mondta, hogy egyes országok "csak a saját határaikkal törődnek". A Világbank számításai szerint a járvány mintegy 32 milliárd dollárjába fog fájni Afrikának. Az ENSZ Humanitárius Ügyek Koordinációs Hivatala (OCHA) ugyanezen nap közölte, hogy a világszervezet által a humanitárius károk felszámolására kért közel 1 milliárd dollár csak 38 százalékát kapta meg. A Világbank elnöke azzal az általános nézettel is szembeszállt, miszerint az országhatárok lezárása hatékonyan segítené a járvány megfékezését. Kim úgy fogalmazott, hogy "mindenki a határaink lezárásáról beszél (...), de ez olyan, mintha egy égő házban volnál, a szobádban és elkezdenél nedves törülközőket tenni az ajtód alá, nehogy bejöjjön a füst". A szervezet vezetője szerint ehelyett valódi tűzoltásra lenne szükség.
2014 szeptemberében az Egyesült Nemzetek Szervezete Biztonsági Tanácsa (ENSZ BT) rendkívüli ülésén határozatot fogadott el, amelyben arra szólította fel a világszervezet tagországait, hogy minél hamarabb nyújtsanak orvosi és anyagi segítséget a válság kezeléséhez. A szervezet szerint a járvány a nemzetközi békét és stabilitást is fenyegeti, s leszögezte, az ellene való fellépés érdekében a következő fél évben egymilliárd dollárnyi támogatásra lenne szükség. Az ENSZ BT arról is határozott, hogy saját missziót (UNMEER) küld a leginkább érintett három nyugat-afrikai országba.
Az amerikai Time magazin az Ebola-vírus ellen küzdőket választotta 2014-ben az "év emberének", megelőzve a fergusoni tüntetőket és Vlagyimir Putyin orosz elnököt. "Nem a csillogó fegyver vívja meg a harcot, hanem a hős szíve" – írta mottóként a magazin cikke, amelyben kifejtették, "az afrikai falvaktól messze azért hajthatjuk nyugodtan álomra a fejünket, mert bátor nők és férfiak küzdenek a betegség megállításáért." A magazin a vírus ellen küzdők között felsorolta a nemzetközi orvos- és segélyszervezeteket, egyházakat, és a helybéli orvosokat, mentősofőröket, halottszállítókat, akik rendíthetetlenségükkel és kockázatvállalásukkal bizonyították, hogy hősök.
2015. július 6-án bejelentették, hogy Pan Gimun, az ENSZ főtitkára egy, az Ebola-fertőzött országok megsegítését célzó nemzetközi konferenciát kíván rendezni, ahol az országok megtehetik felajánlásaikat. A három legsúlyosabban érintett országnak az elkövetkező két évben 700 millió dollárra van szüksége a szervezet jelentése szerint, hogy egészségügyi szolgáltatásaikat újraépítsék. Július 10-én a három országnak 3,4 milliárd dollárt szavaztak meg.

### Kritikák
A WHO-t számos segélyszervezet részéről komoly bírálatok érték, amiért szerintük az Ebolára adott válasz lassúnak és elégtelennek bizonyult, kiváltképp a járvány korai szakaszában. 2014 októberében az AP hírügynökség arról számolt be, hogy egy bizalmas, belső dokumentum-tervezet került a birtokába, amelyben a WHO elismeri, hogy "gyakorlatilag mindenki", akinek megfelelő választ kellett volna adnia a járvány feltérképezése és megakadályozása végett, kudarcot vallott, s a "hozzá nem értő személyzet, a bürokrácia és a megbízható információk hiánya" miatt kicsúszott a kezükből az irányítás. Dr. Peter Piot belga mikrobiológus, aki annak idején 1976-ban részt vett az Ebola-vírus felfedezésében, szintén azt mondta, hogy a WHO helyi afrikai kirendeltsége "totálisan alkalmatlannak" bizonyult a válság kezelésére.

## Részletes számadatok és ábrák
A járvány terjedése Ny-Afrikában a Járványkezelési- és Megelőzési Központ (Centers for Disease Control and Prevention, CDC) és az Egészségügyi Világszervezet (WHO) adatai alapján. Ahol az rendelkezésre állt, a számok korreláltak az ENSZ Humanitárius Ügyek Koordinációs Hivatala (OCHA) által végzett kimutatásokkal. A lenti táblázat magába foglalja azon gyanús eseteket is, amelyek azonban a statisztikai adatok elkészültével még nem nyertek megerősítést (így fordulhat elő példának okáért, hogy a Szenegál adatait tartalmazó vertikális táblázatban két ízben is a nulladik páciensen túl további 2 fertőzött beteg szerepel, ám azóta ezen esetekről kiderült, hogy nem Eboláról van szó). A számadatok legfőbb forrásai a fertőzött országok egészségügyi minisztériumainak hivatalos tájékoztatásai, amelyekkel szemben azonban felmerültek bizonyos kétségek, kritikák.
A WHO 2014. augusztus 15-én azt nyilatkozta, hogy szerinte az érintett országok hatóságai jelentősen alábecsülik a járvány betegeinek és haláleseteinek számát. A nemzetközi szervezet közleménye szerint a helyszínen dolgozó munkatársai bizonyítékokat találtak arra, hogy a megbetegedések és halálesetek hivatalosan bejelentett számai jóval elmaradnak a járvány valódi méreteitől.
A WHO 2015. március 10-i tájékoztatása szerint a Nyugat-Afrikában tomboló járvány halálos áldozatainak száma átlépte a tízezer főt.
2015. augusztus 17-én az Egészségügyi Világszervezet bejelentette, hogy az előző héten – a járvány kitörése óta először – egyetlen új megbetegedést sem jelentettek Sierra Leonéban.

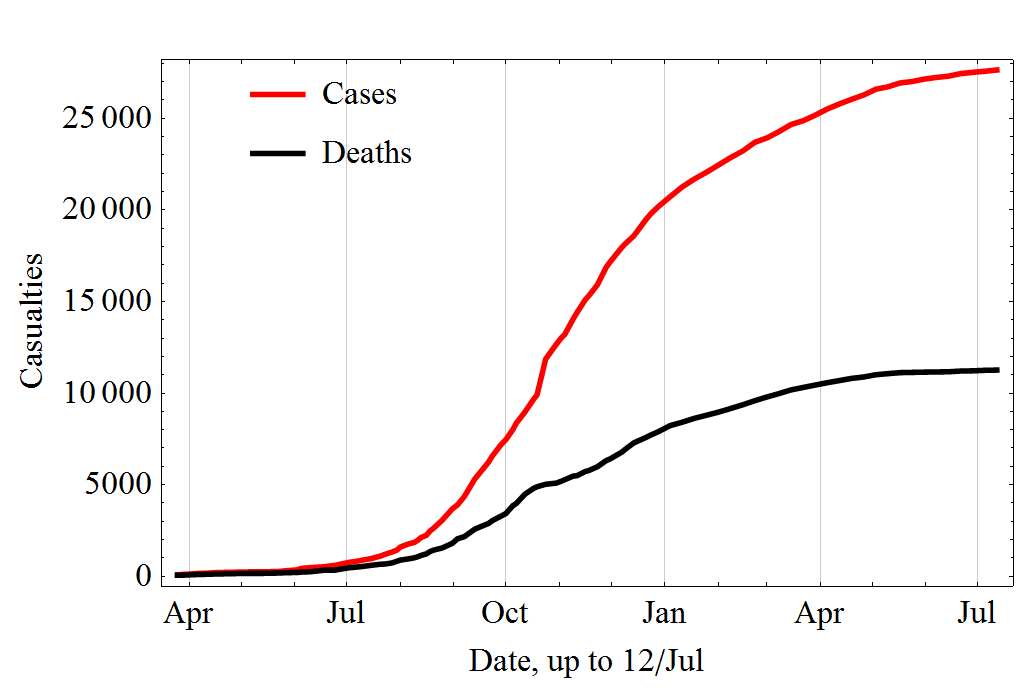
A megfertőzödések és halálesetek alakulása
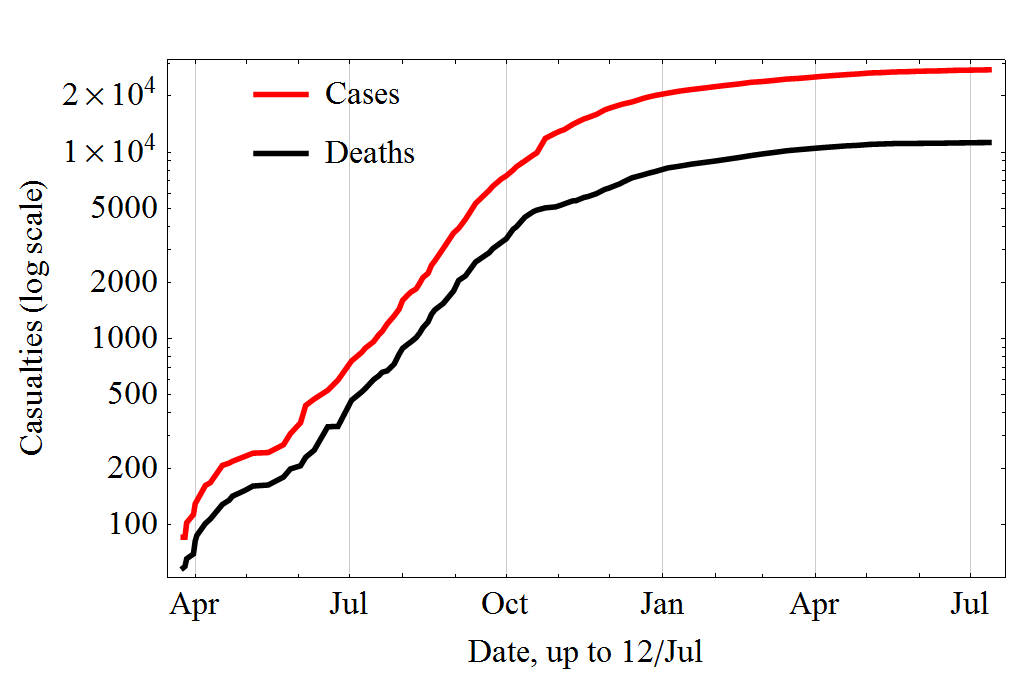
Cumulative totals in log scale
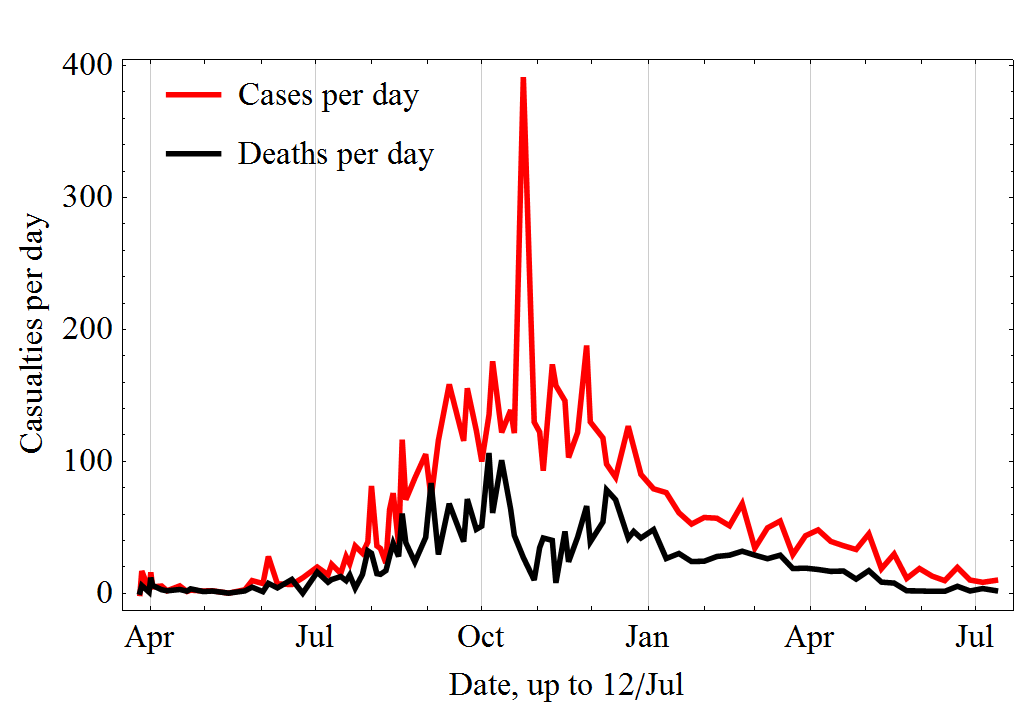
Új megfertőzödések és halálozások/nap

(Fert.= fertőzések száma / Halál.=halálesetek száma)
| Dátum      | Összesen | Összesen | GIN   | GIN    | LBR     | LBR    | SLE    | SLE    | NGA   | NGA    | SEN   | SEN    | USA   | USA    | ESP   | ESP    | RMM   | RMM    | GBR   | GBR    | ITA   | ITA    |
| Dátum      | Fert.    | Halál.   | Fert. | Halál. | Fert.   | Halál. | Fert.  | Halál. | Fert. | Halál. | Fert. | Halál. | Fert. | Halál. | Fert. | Halál. | Fert. | Halál. | Fert. | Halál. | Fert. | Halál. |
| ---------- | -------- | -------- | ----- | ------ | ------- | ------ | ------ | ------ | ----- | ------ | ----- | ------ | ----- | ------ | ----- | ------ | ----- | ------ | ----- | ------ | ----- | ------ |
| 2016/01/14 | 28,578   | 11,314   | 3,806 | 2,535  | 10,675  | 4,809  | 14,061 | 3,955  | 20    | 8      | 1     | 0      | 4     | 1      | 1     | 0      | 8     | 6      | 1     | 0      | 1     | 0      |
| 2015/12/23 | 28,578   | 11,314   | 3,806 | 2,535  | 10,676  | 4,809  | 14,061 | 3,955  | 20    | 8      | 1     | 0      | 4     | 1      | 1     | 0      | 8     | 6      | 1     | 0      | 1     | 0      |
| 2015/12/09 | 28,578   | 11,314   | 3,806 | 2,535  | 10,675  | 4,809  | 14,061 | 3,955  | 20    | 8      | 1     | 0      | 4     | 1      | 1     | 0      | 8     | 6      | 1     | 0      | 1     | 0      |
| 2015/11/25 | 28,673   | 11,329   | 3,804 | 2,536  | 10,675  | 4,808  | 14,122 | 3,955  | 20    | 8      | 1     | 0      | 4     | 1      | 1     | 0      | 8     | 6      | 1     | 0      | 1     | 0      |
| 2015/11/18 | 28,670   | 11,329   | 3,804 | 2,536  | 10,672  | 4,808  | 14,122 | 3,955  | 20    | 8      | 1     | 0      | 4     | 1      | 1     | 0      | 8     | 6      | 1     | 0      | 1     | 0      |
| 2015/11/11 | 28,671   | 11,329   | 3,805 | 2,536  | 10,672  | 4,808  | 14,122 | 3,955  | 20    | 8      | 1     | 0      | 4     | 1      | 1     | 0      | 8     | 6      | 1     | 0      | 1     | 0      |
| 2015/11/04 | 28,643   | 11,329   | 3,810 | 2,536  | 10,672  | 4,808  | 14,089 | 3,955  | 20    | 8      | 1     | 0      | 4     | 1      | 1     | 0      | 8     | 6      | 1     | 0      | 1     | 0      |
| 2015/10/25 | 28,575   | 11,313   | 3,806 | 2,535  | 10,672  | 4,808  | 14,061 | 3,955  | 20    | 8      | 1     | 0      | 4     | 1      | 1     | 0      | 8     | 6      | 1     | 0      | 1     | 0      |
| 2015/10/18 | 28,512   | 11,313   | 3,803 | 2,535  | 10,672  | 4,808  | 14,001 | 3,955  | 20    | 8      | 1     | 0      | 4     | 1      | 1     | 0      | 8     | 6      | 1     | 0      | 1     | 0      |
| 2015/10/11 | 28,490   | 11,312   | 3,800 | 2,534  | 10,672  | 4,808  | 13,982 | 3,955  | 20    | 8      | 1     | 0      | 4     | 1      | 1     | 0      | 8     | 6      | 1     | 0      | 1     | 0      |
| 2015/09/27 | 28,424   | 11,311   | 3,805 | 2,533  | 10,672  | 4,808  | 13,911 | 3,955  | 20    | 8      | 1     | 0      | 4     | 1      | 1     | 0      | 8     | 6      | 1     | 0      | 1     | 0      |
| 2015/09/20 | 28,331   | 11,310   | 3,800 | 2,532  | 10,672  | 4,808  | 13,823 | 3,955  | 20    | 8      | 1     | 0      | 4     | 1      | 1     | 0      | 8     | 6      | 1     | 0      | 1     | 0      |
| 2015/09/13 | 28,256   | 11,306   | 3,792 | 2,530  | 10,672  | 4,808  | 13,756 | 3,953  | 20    | 8      | 1     | 0      | 4     | 1      | 1     | 0      | 8     | 6      | 1     | 0      | 1     | 0      |
| 2015/09/06 | 28,183   | 11,306   | 3,792 | 2,530  | 10,672  | 4,808  | 13,683 | 3,953  | 20    | 8      | 1     | 0      | 4     | 1      | 1     | 0      | 8     | 6      | 1     | 0      | 1     | 0      |
| 2015/08/30 | 28,109   | 11,305   | 3,792 | 2,529  | 10,672  | 4,808  | 13,609 | 3,953  | 20    | 8      | 1     | 0      | 4     | 1      | 1     | 0      | 8     | 6      | 1     | 0      | 1     | 0      |
| 2015/08/16 | 27,988   | 11,299   | 3,786 | 2,524  | 10,672  | 4,808  | 13,494 | 3,952  | 20    | 8      | 1     | 0      | 4     | 1      | 1     | 0      | 8     | 6      | 1     | 0      | 1     | 0      |
| 2015/08/09 | 27,965   | 11,298   | 3,787 | 2,524  | 10,672  | 4,808  | 13,470 | 3,951  | 20    | 8      | 1     | 0      | 4     | 1      | 1     | 0      | 8     | 6      | 1     | 0      | 1     | 0      |
| 2015/07/26 | 27,784   | 11,294   | 3,786 | 2,520  | 10,672  | 4,808  | 13,290 | 3,951  | 20    | 8      | 1     | 0      | 4     | 1      | 1     | 0      | 8     | 6      | 1     | 0      | 1     | 0      |
| 2015/07/12 | 27,676   | 11,276   | 3,760 | 2,506  | 10,673  | 4,808  | 13,209 | 3,947  | 20    | 8      | 1     | 0      | 4     | 1      | 1     | 0      | 8     | 6      | 1     | 0      | 1     | 0      |
| 2015/07/05 | 27,606   | 11,261   | 3,748 | 2,499  | 10,670  | 4,807  | 13,155 | 3,940  | 20    | 8      | 1     | 0      | 4     | 1      | 1     | 0      | 8     | 6      | 1     | 0      | 1     | 0      |
| 2015/06/28 | 27,550   | 11,235   | 3,729 | 2,482  | 10,666  | 4,806  | 13,119 | 3,932  | 20    | 8      | 1     | 0      | 4     | 1      | 1     | 0      | 8     | 6      | 1     | 0      | 1     | 0      |
| 2015/06/21 | 27,479   | 11,222   | 3,718 | 2,473  | 10,666  | 4,806  | 13,059 | 3,924  | 20    | 8      | 1     | 0      | 4     | 1      | 1     | 0      | 8     | 6      | 1     | 0      | 1     | 0      |
| 2015/06/14 | 27,341   | 11,184   | 3,674 | 2,444  | 10,666  | 4,806  | 12,965 | 3,919  | 20    | 8      | 1     | 0      | 4     | 1      | 1     | 0      | 8     | 6      | 1     | 0      | 1     | 0      |
| 2015/06/07 | 27,273   | 11,213   | 3,670 | 2,437  | 10,666  | 4,806  | 12,901 | 3,915  | 20    | 8      | 1     | 0      | 4     | 1      | 1     | 0      | 8     | 6      | 1     | 0      | 1     | 0      |
| 2015/05/31 | 27,181   | 11,162   | 3,652 | 2,429  | 10,666  | 4,806  | 12,827 | 3,912  | 20    | 8      | 1     | 0      | 4     | 1      | 1     | 0      | 8     | 6      | 1     | 0      | 1     | 0      |
| 2015/05/24 | 27,049   | 11,149   | 3,641 | 2,420  | 10,666  | 4,806  | 12,706 | 3,908  | 20    | 8      | 1     | 0      | 4     | 1      | 1     | 0      | 8     | 6      | 1     | 0      | 1     | 0      |
| 2015/05/17 | 26,969   | 11,135   | 3,635 | 2,407  | 10,666  | 4,806  | 12,632 | 3,907  | 20    | 8      | 1     | 0      | 4     | 1      | 1     | 0      | 8     | 6      | 1     | 0      | 1     | 0      |
| 2015/05/10 | 26,759   | 11,081   | 3,597 | 2,392  | 10,604  | 4,769  | 12,523 | 3,904  | 20    | 8      | 1     | 0      | 4     | 1      | 1     | 0      | 8     | 6      | 1     | 0      |       |        |
| 2015/05/03 | 26,628   | 11,020   | 3,589 | 2,386  | 10,564  | 4,716  | 12,440 | 3,903  | 20    | 8      | 1     | 0      | 4     | 1      | 1     | 0      | 8     | 6      | 1     | 0      |       |        |
| 2015/04/26 | 26,312   | 10,899   | 3,584 | 2,377  | ≥10,322 | ≥4,608 | 12,371 | 3,899  | 20    | 8      | 1     | 0      | 4     | 1      | 1     | 0      | 8     | 6      | 1     | 0      |       |        |
| 2015/04/19 | 26,079   | 10,823   | 3,565 | 2,358  | 10,212  | 4,573  | 12,267 | 3,877  | 20    | 8      | 1     | 0      | 4     | 1      | 1     | 0      | 8     | 6      | 1     | 0      |       |        |
| 2015/04/12 | 25,826   | 10,704   | 3,548 | 2,346  | ≥10,042 | ≥4,486 | 12,201 | 3,857  | 20    | 8      | 1     | 0      | 4     | 1      | 1     | 0      | 8     | 6      | 1     | 0      |       |        |
| 2015/04/05 | 25,551   | 10,588   | 3,515 | 2,333  | 9,862   | 4,408  | 12,139 | 3,832  | 20    | 8      | 1     | 0      | 4     | 1      | 1     | 0      | 8     | 6      | 1     | 0      |       |        |
| 2015/03/29 | 25,223   | 10,460   | 3,492 | 2,314  | 9,712   | 4,332  | 11,974 | 3,799  | 20    | 8      | 1     | 0      | 4     | 1      | 1     | 0      | 8     | 6      | 1     | 0      |       |        |

| Dátum      | Összesen | Összesen | GIN   | GIN    | LBR   | LBR    | SLE    | SLE    | NGA   | NGA    | SEN   | SEN    | USA   | USA    | ESP   | ESP    | RMM   | RMM    | GBR   | GBR    |
| Dátum      | Fert.    | Halál.   | Fert. | Halál. | Fert. | Halál. | Fert.  | Halál. | Fert. | Halál. | Fert. | Halál. | Fert. | Halál. | Fert. | Halál. | Fert. | Halál. | Fert. | Halál. |
| ---------- | -------- | -------- | ----- | ------ | ----- | ------ | ------ | ------ | ----- | ------ | ----- | ------ | ----- | ------ | ----- | ------ | ----- | ------ | ----- | ------ |
| 2015/03/22 | 24,907   | 10,326   | 3,429 | 2,263  | 9,602 | 4,301  | 11,841 | 3,747  | 20    | 8      | 1     | 0      | 4     | 1      | 1     | 0      | 8     | 6      | 1     | 0      |
| 2015/03/08 | 24,317   | 9,991    | 3,285 | 2,170  | 9,343 | 4,162  | 11,619 | 3,629  | 20    | 8      | 1     | 0      | 4     | 1      | 1     | 0      | 8     | 6      | 1     | 0      |
| 2015/02/22 | 23,729   | 9,604    | 3,155 | 2,091  | 9,238 | 4,037  | 11,301 | 3,461  | 20    | 8      | 1     | 0      | 4     | 1      | 1     | 0      | 8     | 6      | 1     | 0      |
| 2015/02/08 | 22,938   | 9,209    | 3,068 | 2,018  | 8,931 | 3,858  | 10,958 | 3,350  | 20    | 8      | 1     | 0      | 4     | 1      | 1     | 0      | 8     | 6      | 1     | 0      |
| 2015/01/25 | 22,092   | 8,810    | 2,917 | 1,910  | 8,622 | 3,686  | 10,518 | 3,199  | 20    | 8      | 1     | 0      | 4     | 1      | 1     | 0      | 8     | 6      | 1     | 0      |
| 2015/01/18 | 21,624   | 8,641    | 2,871 | 1,876  | 8,478 | 3,605  | 10,340 | 3,145  | 20    | 8      | 1     | 0      | 4     | 1      | 1     | 0      | 8     | 6      | 1     | 0      |
| 2015/01/11 | 21,296   | 8,429    | 2,806 | 1,814  | 8,331 | 3,538  | 10,124 | 3,062  | 20    | 8      | 1     | 0      | 4     | 1      | 1     | 0      | 8     | 6      | 1     | 0      |
| 2015/01/04 | 20,761   | 8,244    | 2,775 | 1,751  | 8,171 | 3,499  | 9,780  | 2,943  | 20    | 8      | 1     | 0      | 4     | 1      | 1     | 0      | 8     | 6      | 1     | 0      |
| 2014/12/21 | 19,511   | 7,596    | 2,597 | 1,607  | 7,876 | 3,392  | 9,004  | 2,582  | 20    | 8      | 1     | 0      | 4     | 1      | 1     | 0      | 8     | 6      |       |        |
| 2014/12/14 | 18,624   | 7,303    | 2,415 | 1,525  | 7,819 | 3,346  | 8,356  | 2,417  | 20    | 8      | 1     | 0      | 4     | 1      | 1     | 0      | 8     | 6      |       |        |
| 2014/12/07 | 17,988   | 6,791    | 2,292 | 1,428  | 7,765 | 3,222  | 7,897  | 2,100  | 20    | 8      | 1     | 0      | 4     | 1      | 1     | 0      | 8     | 6      |       |        |
| 2014/11/30 | 17,163   | 6,412    | 2,164 | 1,325  | 7,653 | 3,157  | 7,312  | 1,915  | 20    | 8      | 1     | 0      | 4     | 1      | 1     | 0      | 8     | 6      |       |        |
| 2014/11/23 | 15,963   | 6,003    | 2,134 | 1,260  | 7,196 | 3,029  | 6,599  | 1,699  | 20    | 8      | 1     | 0      | 4     | 1      | 1     | 0      | 8     | 6      |       |        |
| 2014/11/16 | 15,165   | 5,741    | 1,971 | 1,192  | 7,069 | 2,964  | 6,073  | 1,571  | 20    | 8      | 1     | 0      | 4     | 1      | 1     | 0      | 6     | 5      |       |        |
| 2014/11/11 | 14,413   | 5,504    | 1,919 | 1,166  | 6,878 | 2,812  | 5,586  | 1,514  | 20    | 8      | 1     | 0      | 4     | 1      | 1     | 0      | 4     | 3      |       |        |
| 2014/11/09 | 14,098   | 5,489    | 1,878 | 1,142  | 6,822 | 2,836  | 5,368  | 1,498  | 20    | 8      | 1     | 0      | 4     | 1      | 1     | 0      | 4     | 4      |       |        |
| 2014/11/04 | 13,227   | 5,285    | 1,760 | 1,054  | 6,619 | 2,766  | 4,821  | 1,455  | 20    | 8      | 1     | 0      | 4     | 1      | 1     | 0      | 1     | 1      |       |        |
| 2014/11/02 | 13,041   | 5,201    | 1,731 | 1,041  | 6,524 | 2,700  | 4,759  | 1,450  | 20    | 8      | 1     | 0      | 4     | 1      | 1     | 0      | 1     | 1      |       |        |
| 2014/10/30 | 12,674   | 5,097    | 1,675 | 1,022  | 6,485 | 2,636  | 4,487  | 1,429  | 20    | 8      | 1     | 0      | 4     | 1      | 1     | 0      | 1     | 1      |       |        |
| 2014/10/24 | 12,008   | 5,078    | 1,598 | 981    | 6,253 | ≥2,704 | 4,017  | 1,341  | 20    | 8      | 1     | 0      | 4     | 1      | 1     | 0      |       |        |       |        |
| 2014/10/23 | 10,141   | 4,922    | 1,553 | 926    | 4,665 | 2,705  | 3,896  | 1,281  | 20    | 8      | 1     | 0      | 4     | 1      | 1     | 0      |       |        |       |        |
| 2014/10/19 | 9,936    | 4,877    | 1,540 | 904    | 4,665 | 2,705  | 3,706  | 1,259  | 20    | 8      | 1     | 0      | 3     | 1      | 1     | 0      |       |        |       |        |
| 2014/10/17 | 9,693    | 4,811    | 1,501 | 886    | 4,607 | 2,689  | 3,560  | 1,227  | 20    | 8      | 1     | 0      | 3     | 1      | 1     | 0      |       |        |       |        |
| 2014/10/12 | 8,996    | 4,485    | 1,427 | 843    | 4,249 | 2,458  | 3,252  | 1,183  | 20    | 8      | 1     | 0      | 2     | 1      | 1     | 0      |       |        |       |        |
| 2014/10/07 | 8,386    | 3,988    | 1,350 | 778    | 4,076 | 2,316  | 2,937  | 885    | 20    | 8      | 1     | 0      | 1     | 1      | 1     | 0      |       |        |       |        |
| 2014/10/05 | 8,033    | 3,865    | 1,298 | 768    | 3,924 | 2,210  | 2,789  | 879    | 20    | 8      | 1     | 0      | 1     | 0      |       |        |       |        |       |        |
| 2014/10/01 | 7,492    | 3,439    | 1,199 | 739    | 3,834 | 2,069  | 2,437  | 623    | 20    | 8      | 1     | 0      | 1     | 0      |       |        |       |        |       |        |
| 2014/09/28 | 7,192    | 3,286    | 1,157 | 710    | 3,696 | 1,998  | 2,317  | 570    | 20    | 8      | 1     | 0      | 1     | 0      |       |        |       |        |       |        |
| 2014/09/25 | 6,808    | 3,159    | 1,103 | 668    | 3,564 | 1,922  | 2,120  | 561    | 20    | 8      | 1     | 0      |       |        |       |        |       |        |       |        |
| 2014/09/23 | 6,574    | 3,043    | 1,074 | 648    | 3,458 | 1,830  | 2,021  | 557    | 20    | 8      | 1     | 0      |       |        |       |        |       |        |       |        |
| 2014/09/21 | 6,263    | 2,900    | 1,022 | 635    | 3,280 | 1,707  | 1,940  | 550    | 20    | 8      | 1     | 0      |       |        |       |        |       |        |       |        |
| 2014/09/17 | 5,762    | 2,746    | 965   | 623    | 3,022 | 1,578  | 1,753  | 537    | 21    | 8      | 1     | 0      |       |        |       |        |       |        |       |        |
| 2014/09/14 | 5,339    | 2,586    | 942   | 601    | 2,720 | 1,461  | 1,655  | 516    | 21    | 8      | 1     | 0      |       |        |       |        |       |        |       |        |
| 2014/09/10 | 4,846    | 2,375    | 899   | 568    | 2,415 | 1,307  | 1,509  | 493    | 22    | 8      | 3     | 0      |       |        |       |        |       |        |       |        |
| 2014/09/07 | 4,366    | 2,177    | 861   | 557    | 2,081 | 1,137  | 1,424  | 476    | 22    | 7      | 3     | 0      |       |        |       |        |       |        |       |        |
| 2014/09/03 | 4,001    | 2,089    | 823   | 522    | 1,863 | 1,078  | 1,292  | 452    | 22    | 7      | 1     | 0      |       |        |       |        |       |        |       |        |
| 2014/08/31 | 3,707    | 1,808    | 771   | 494    | 1,698 | 871    | 1,216  | 436    | 21    | 7      | 1     | 0      |       |        |       |        |       |        |       |        |
| 2014/08/25 | 3,071    | 1,553    | 648   | 430    | 1,378 | 694    | 1,026  | 422    | 19    | 7      |       |        |       |        |       |        |       |        |       |        |
| 2014/08/20 | 2,615    | 1,427    | 607   | 406    | 1,082 | 624    | 910    | 392    | 16    | 5      |       |        |       |        |       |        |       |        |       |        |
| 2014/08/18 | 2,473    | 1,350    | 579   | 396    | 972   | 576    | 907    | 374    | 15    | 4      |       |        |       |        |       |        |       |        |       |        |
| 2014/08/16 | 2,240    | 1,229    | 543   | 394    | 834   | 466    | 848    | 365    | 15    | 4      |       |        |       |        |       |        |       |        |       |        |
| 2014/08/13 | 2,127    | 1,145    | 519   | 380    | 786   | 413    | 810    | 348    | 12    | 4      |       |        |       |        |       |        |       |        |       |        |
| 2014/08/11 | 1,975    | 1,069    | 510   | 377    | 670   | 355    | 783    | 334    | 12    | 3      |       |        |       |        |       |        |       |        |       |        |
| 2014/08/09 | 1,848    | 1,013    | 506   | 373    | 599   | 323    | 730    | 315    | 13    | 2      |       |        |       |        |       |        |       |        |       |        |
| 2014/08/06 | 1,779    | 961      | 495   | 367    | 554   | 294    | 717    | 298    | 13    | 2      |       |        |       |        |       |        |       |        |       |        |
| 2014/08/04 | 1,711    | 932      | 495   | 363    | 516   | 282    | 691    | 286    | 9     | 1      |       |        |       |        |       |        |       |        |       |        |
| 2014/08/01 | 1,603    | 887      | 485   | 358    | 468   | 255    | 646    | 273    | 4     | 1      |       |        |       |        |       |        |       |        |       |        |
| 2014/07/30 | 1,440    | 826      | 472   | 346    | 391   | 227    | 574    | 252    | 3     | 1      |       |        |       |        |       |        |       |        |       |        |
| 2014/07/27 | 1,323    | 729      | 460   | 339    | 329   | 156    | 533    | 233    | 1     | 1      |       |        |       |        |       |        |       |        |       |        |
| 2014/07/23 | 1,201    | 672      | 427   | 319    | 249   | 129    | 525    | 224    |       |        |       |        |       |        |       |        |       |        |       |        |
| 2014/07/20 | 1,093    | 660      | 415   | 314    | 224   | 127    | 454    | 219    |       |        |       |        |       |        |       |        |       |        |       |        |
| 2014/07/18 | 1,048    | 632      | 410   | 310    | 196   | 116    | 442    | 206    |       |        |       |        |       |        |       |        |       |        |       |        |
| 2014/07/15 | 964      | 603      | 406   | 304    | 172   | 105    | 386    | 194    |       |        |       |        |       |        |       |        |       |        |       |        |
| 2014/07/10 | 888      | 539      | 409   | 309    | 142   | 88     | 337    | 142    |       |        |       |        |       |        |       |        |       |        |       |        |
| 2014/07/08 | 844      | 518      | 408   | 307    | 131   | 84     | 305    | 127    |       |        |       |        |       |        |       |        |       |        |       |        |
| 2014/07/02 | 759      | 467      | 413   | 303    | 107   | 65     | 239    | 99     |       |        |       |        |       |        |       |        |       |        |       |        |
| 2014/06/24 | 599      | 338      | 390   | 270    | 51    | 34     | 158    | 34     |       |        |       |        |       |        |       |        |       |        |       |        |
| 2014/06/18 | 528      | 337      | 398   | 264    | 33    | 24     | 97     | 49     |       |        |       |        |       |        |       |        |       |        |       |        |
| 2014/06/10 | 474      | 252      | 372   | 236    | 13    | 9      | 89     | 7      |       |        |       |        |       |        |       |        |       |        |       |        |
| 2014/06/05 | 438      | 231      | 344   | 215    | 13    | 9      | 81     | 7      |       |        |       |        |       |        |       |        |       |        |       |        |
| 2014/06/02 | 354      | 208      | 291   | 193    | 13    | 9      | 50     | 6      |       |        |       |        |       |        |       |        |       |        |       |        |
| 2014/05/27 | 309      | 200      | 281   | 186    | 12    | 9      | 16     | 5      |       |        |       |        |       |        |       |        |       |        |       |        |
| 2014/05/23 | 270      | 181      | 258   | 174    | 12    | 9      |        |        |       |        |       |        |       |        |       |        |       |        |       |        |
| 2014/05/14 | 245      | 164      | 233   | 157    | 12    | 9      |        |        |       |        |       |        |       |        |       |        |       |        |       |        |
| 2014/05/05 | 243      | 162      | 231   | 155    | 12    | 9      |        |        |       |        |       |        |       |        |       |        |       |        |       |        |
| 2014/04/30 | 233      | 153      | 221   | 146    | 12    | 9      |        |        |       |        |       |        |       |        |       |        |       |        |       |        |
| 2014/04/23 | 220      | 143      | 208   | 136    | 12    | 9      |        |        |       |        |       |        |       |        |       |        |       |        |       |        |
| 2014/04/21 | 215      | 136      | 203   | 129    | 12    | 9      |        |        |       |        |       |        |       |        |       |        |       |        |       |        |
| 2014/04/17 | 209      | 129      | 197   | 122    | 12    | 9      |        |        |       |        |       |        |       |        |       |        |       |        |       |        |
| 2014/04/10 | 169      | 108      | 157   | 101    | 12    | 9      |        |        |       |        |       |        |       |        |       |        |       |        |       |        |
| 2014/04/07 | 163      | 102      | 151   | 95     | 12    | 7      |        |        |       |        |       |        |       |        |       |        |       |        |       |        |
| 2014/04/02 | 135      | 88       | 127   | 83     | 8     | 5      |        |        |       |        |       |        |       |        |       |        |       |        |       |        |
| 2014/04/01 | 130      | 82       | 122   | 80     | 8     | 2      |        |        |       |        |       |        |       |        |       |        |       |        |       |        |
| 2014/03/31 | 114      | 70       | 112   | 70     | 2     | 0      |        |        |       |        |       |        |       |        |       |        |       |        |       |        |
| 2014/03/27 | 103      | 66       | 103   | 66     |       |        |        |        |       |        |       |        |       |        |       |        |       |        |       |        |
| 2014/03/26 | 86       | 60       | 86    | 60     |       |        |        |        |       |        |       |        |       |        |       |        |       |        |       |        |
| 2014/03/25 | 86       | 59       | 86    | 59     |       |        |        |        |       |        |       |        |       |        |       |        |       |        |       |        |
| 2014/03/22 | 49       | 29       | 49    | 29     |       |        |        |        |       |        |       |        |       |        |       |        |       |        |       |        |